# Avalanche du Colorado
L’Avalanche du Colorado est une franchise professionnelle de hockey sur glace, établie à Denver dans l'État du Colorado, aux États-Unis. Elle fait partie de la division Centrale dans l'association de l'Ouest et évolue dans la Ligue nationale de hockey. La franchise a été fondée à Québec, et se nommait les Nordiques de Québec jusqu’à son déménagement à Denver en 1995.
L’Avalanche a gagné huit titres consécutifs de division de 1996 à 2003, et s’est qualifiée pour les séries éliminatoires à chacune de ses dix premières saisons dans la LNH, la série prenant fin en 2007. L'Avalanche a gagné la Coupe Stanley trois fois : en 1996 contre les Panthers de la Floride, en 2001 contre les Devils du New Jersey et en 2022 contre le Lightning de Tampa Bay. L’Avalanche est également connue pour avoir été la première équipe dans l’histoire de la LNH à gagner la Coupe Stanley la saison suivant son déménagement.
La rivalité de l’Avalanche avec les Red Wings de Détroit est remarquable, notamment parce que les deux équipes se sont rencontrées cinq fois en sept ans en séries éliminatoires, entre 1996 et 2002.

## Histoire de la franchise

### Les Nordiques de Québec
Les débuts de la franchise remontent à l'Association mondiale de hockey, au début de la ligue, en 1972. Après une finale perdue en 1975, les Nordiques remportent le Trophée mondial Avco, en 1977. En 1979, les Nordiques rejoignent la LNH, à la suite de la dissolution de la ligue, avec trois autres franchises de l'AMH : les Oilers d'Edmonton, les Whalers de Hartford et les Jets de Winnipeg.
Faisant souvent les séries éliminatoires depuis leurs débuts dans la LNH, les Nordiques deviennent une des pires équipes de la ligue en 1987, ratant les séries pendant six saisons de suite. Ils obtiennent le premier choix au repêchage d'entrée dans la LNH pendant trois années consécutives : Mats Sundin (1989), Owen Nolan (1990) et Eric Lindros (1991). Avant le repêchage, Lindros avait clairement annoncé son refus de jouer pour les Nordiques et s'y tient jusqu'à ce qu'il soit échangé un an plus tard aux Flyers en retour de Peter Forsberg, Steve Duchesne, Kerry Huffman, Mike Ricci, Ron Hextall, du premier choix des Flyers au repêchage de 1993 – choix qui s'avérera être Jocelyn Thibault – ainsi que contre 15 000 000 $ et des considérations futures – considérations qui seront finalement Chris Simon et le premier choix des Flyers au repêchage de 1994, Nolan Baumgartner.
En saison 1992-1993, les Nordiques se qualifient pour la première fois depuis six ans aux séries éliminatoires de la Coupe Stanley avec la deuxième place de la division. L'équipe réalise la meilleure performance de son histoire avec 104 points à l'issue de la saison. Alors que la saison 1994-1995 est écourtée en raison d'un lock-out, les Nordiques sont la meilleure équipe de l'association de l'Est. En tant que premiers de la conférence, les Nordiques ont l'avantage de jouer le premier tour des séries éliminatoires contre les derniers qualifiés de la conférence : les Rangers de New York menés par Mark Messier et Brian Leetch. Québec s'incline finalement 4-2 dès ce premier tour. Avec cette bonne saison, la recrue suédoise des Nordiques, Peter Forsberg remporte le trophée Calder de la meilleure recrue et Marc Crawford remporte le trophée Jack-Adams du meilleur entraîneur.
La franchise connaît cependant des difficultés financières puisque Québec a été le plus petit marché de la ligue. Le propriétaire des Nordiques, Marcel Aubut a demandé un plan du gouvernement provincial du Québec pour garder les Nordiques à Québec ainsi qu'un nouvel aréna. Le plan a échoué et Aubut vend ensuite la franchise à un groupe d'investisseurs à Denver. La COSMAT Entertainment Group a annoncé un accord pour l'achat de la franchise en mai 1995. L'entente est devenue officielle le 1er juillet 1995, et 12 000 billets de saison ont été vendus trente-sept jours après l'annoncement du déménagement. La franchise s'appellera l'Avalanche du Colorado le 10 août 1995. L'Avalanche est la deuxième franchise de la LNH à s'être installée à Denver ; la première étant les Rockies du Colorado qui ont joué à Denver entre 1976 et 1982 et déménagent ensuite à Newark au New Jersey pour devenir les Devils du New Jersey.

### L'arrivée à Denver et la première Coupe Stanley

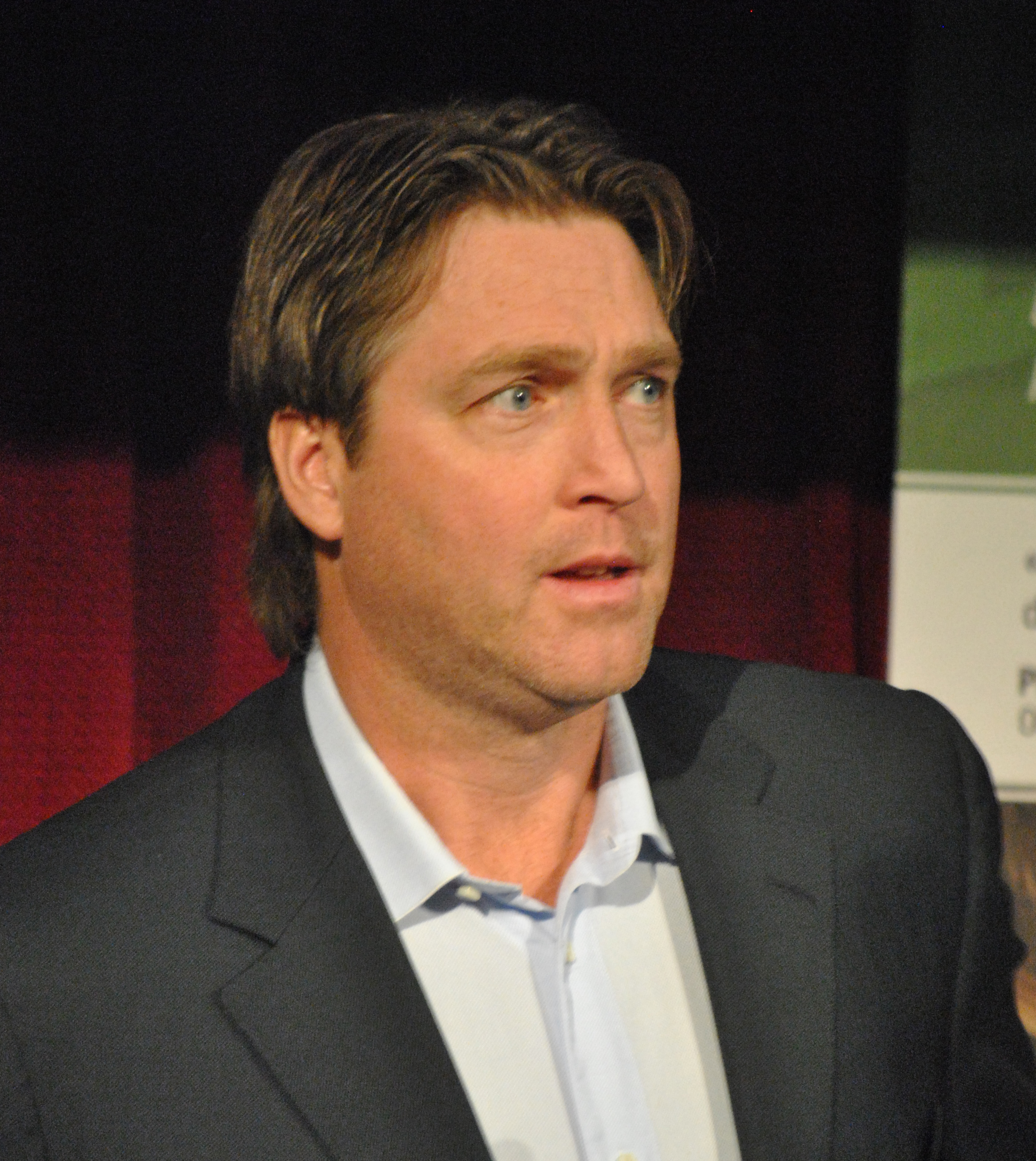
Patrick Roy (lors d'une conférence de presse au Cégep Limoilou), gardien de but de l'Avalanche entre 1995 et 2003 et entraineur de 2013 à 2016.

L'Avalanche commence la saison 1995-1996 avec une équipe solide avec en tête des joueurs tels que le capitaine Joe Sakic, Peter Forsberg et le défenseur Adam Foote.
. Le 6 octobre 1995, l'Avalanche remporte son premier match à Denver 3-2 contre les Red Wings de Détroit. Le tout premier but marqué par un joueur de l'Avalanche est celui de Valeri Kamenski. Le 6 décembre, l'Avalanche reçoit le gardien vedette des Canadiens de Montréal, Patrick Roy, qui rejoint l'équipe après s'être fait humilier quatre jours plus tôt en accordant neuf buts sur une défaite de 11-1 contre les Red Wings le 2 décembre 1995. Il rejoint alors l'Avalanche avec Mike Keane en retour de Jocelyn Thibault, Martin Ručinský et de Andreï Kovalenko. L'Avalanche termine la saison régulière avec quarante-sept victoires et cent-quatre points. Ils terminent deuxièmes de l'association de l'Ouest.
L'Avalanche élimine tour à tour les Canucks de Vancouver, les Blackhawks de Chicago et les Red Wings de Détroit. Lors du sixième match, Claude Lemieux réalise une mise en échec sur Kris Draper en arrivant dans son dos. Le visage de Draper s'écrase contre la rambarde et il quitte la rencontre sur une fracture de la mâchoire. Alors que Lemieux n'écope que de cinq minutes de pénalités, il reçoit finalement une suspension pour deux matchs.
L'équipe accède à la finale et y affronte les Panthers de la Floride, tombeurs des champions de la conférence de l'Est de la saison régulière, les Flyers de Philadelphie, puis de leurs dauphins, les Penguins de Pittsburgh. Les Floridiens, emmenés par Scott Mellanby, sont impuissants face à la franchise du Colorado. Après avoir gagné le premier match 3-1, le Colorado remporte également le deuxième match. Au cours de cette rencontre, Forsberg inscrit un triplé en une période devenant le sixième joueur de l'histoire à réaliser cette performance. L'équipe remporte également le troisième match dans la patinoire des Panthers sur la marque de trois buts à deux, le but vainqueur étant inscrit par Sakic. Lors du quatrième match, l'Avalanche du Colorado et les Panthers de la Floride ne parviennent pas à inscrire le moindre but lors du temps réglementaire, Roy et John Vanbiesbrouck arrêtant 29 et 35 tirs chacun. Trois périodes sont nécessaires pour voir un vainqueur et le défenseur de l'Avalanche, Uwe Krupp, inscrire le seul but du match au bout de 104 minutes et 31 secondes de jeu. L'équipe remporte alors sa première Coupe Stanley en battant les Panthers en quatre matchs secs.
Sakic a été le meilleur pointeur des séries avec trente-quatre points, dont dix-huit buts et seize aides, et il remporte le trophée Conn-Smythe remis au meilleur joueur des séries éliminatoires. Avec la victoire de la Coupe Stanley, les Russes Alekseï Goussarov et Kamenski, et Forsberg deviennent des membres du Club Triple Or des joueurs ayant remporté à la fois les Jeux olympiques, les championnats du monde et la Coupe Stanley.

### Les saisons suivantes

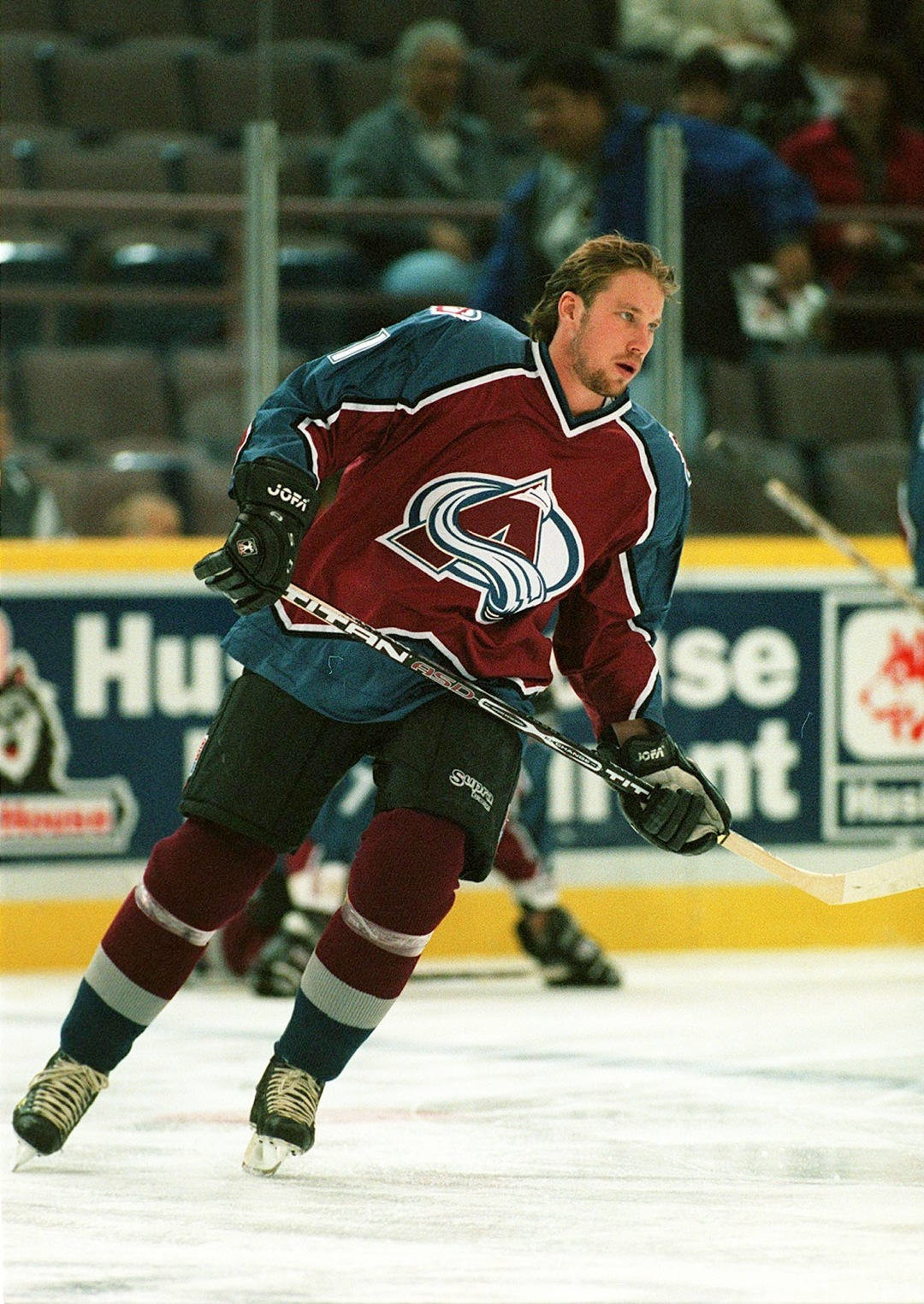
Peter Forsberg a joué avec l'Avalanche entre 1995 et 2004.

Lors de la saison 1996-1997, l'Avalanche remporte le Trophée des présidents qui est remis à l'équipe ayant obtenu le plus grand nombre de points en saison régulière. Avec une récolte de 107 points, l'Avalanche est éliminée par les Red Wings de Détroit, futurs champions de la Coupe .
Au cours de l'été 1997, Sakic signe une offre hostile avec les Rangers de New York pour un contrat de 21 millions de dollars sur trois saisons. L'Avalanche se met à niveau du contrat proposé à Sakic, et par la suite, ce contrat enflamme les salaires et provoque indirectement la situation de crise et la grève de la saison 2004-2005.
Lors des séries éliminatoires de 1997, l'Avalanche rencontre les Oilers d'Edmonton mais ces derniers éliminent le Colorado malgré une avance de 3 matchs à 1. Après la fin de la saison, l'entraîneur Crawford a refusé d'une prolongation de contrat pour deux ans et il est remplacé par Bob Hartley.
La saison 1998-1999 voit l'arrivée du champion olympique Milan Hejduk ainsi que Chris Drury. L'équipe a du mal à démarrer puisqu'il leur faut cinq matchs pour remporter une victoire. Entre le 10 janvier et le 7 février 1999, l'Avalanche remporte douze matchs consécutifs. Les automatismes reviennent et l'équipe finit la saison avec quatre-vingt-dix-huit points, trois de plus que la saison précédente. Ils remportent la division Nord-Ouest, nouvellement créée pour accueillir les Predators de Nashville dans la conférence de l'Ouest. L'Avalanche est la deuxième meilleure équipe de cette dernière, encore une fois derrière les Stars et sont sortis par cette même équipe lors de la finale de l'Ouest.
Hejduk, le meilleur buteur en tant que recrue de la saison, et Drury ont été élus membres de l'équipe d'étoiles des recrues. Drury remporte le trophée Calder, trophée remis à la meilleure recrue.
À partir de la saison suivante, l'équipe joue désormais ses matchs à domicile au Pepsi Center. Raymond Bourque et Dave Andreychuk rejoignent la franchise du Colorado juste avant le début des séries alors que l'équipe termine en tête de sa division, troisième derrière les Blues et les Stars. L'équipe de Denver retrouve en finale de conférence les Stars de Dallas, champions en titre de la Coupe, après avoir éliminé l'Avalanche à ce même stade de la compétition en 1999. L'histoire se répète puisque les sept matchs sont une nouvelle fois joués et une nouvelle fois, les Stars en sortent vainqueurs.

### 2001, la deuxième Coupe Stanley

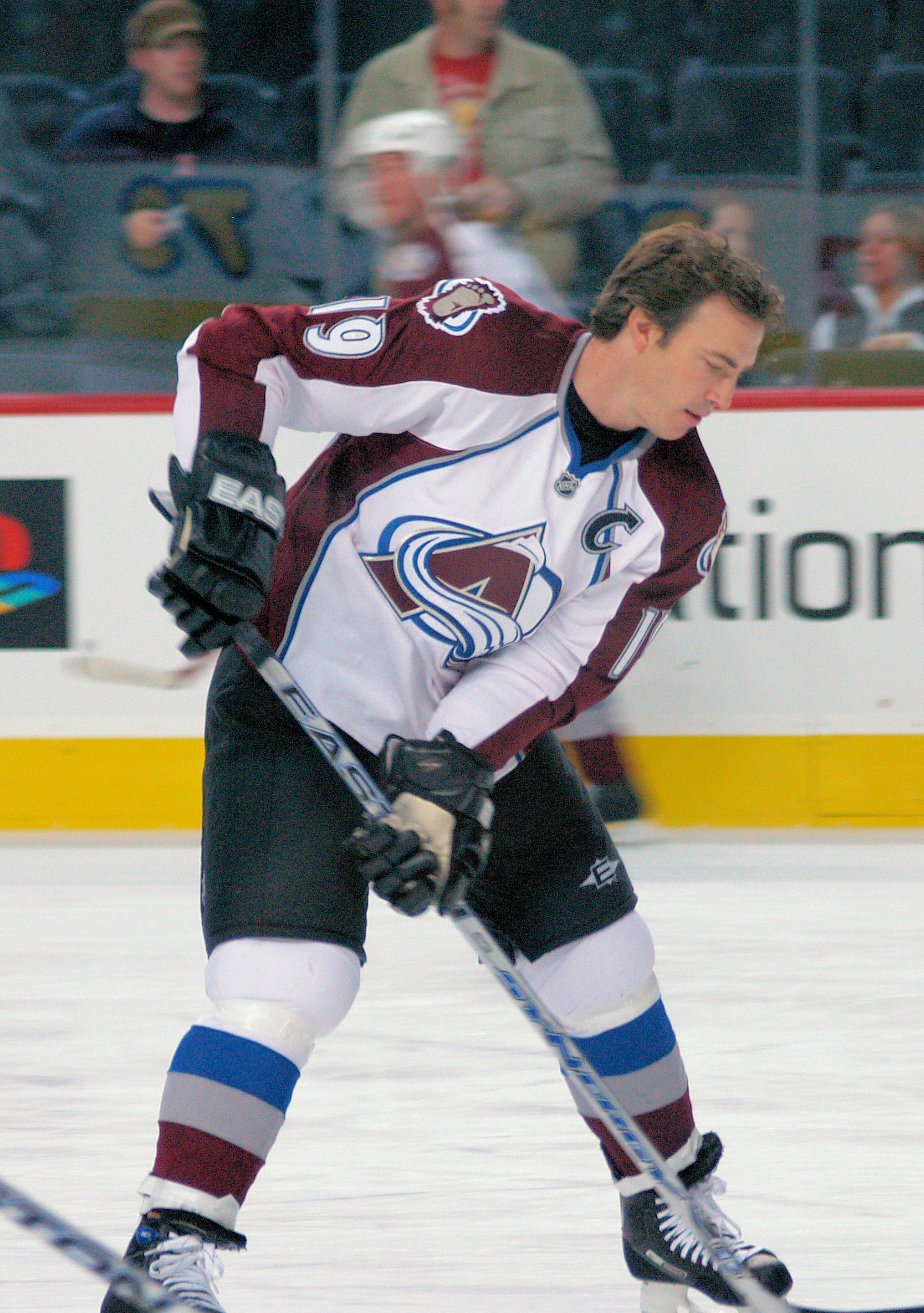
Joe Sakic remporte les trophées Hart, Lady Byng, Lester-B.-Pearson et plus-moins de la LNH en 2001.

La saison 2000-2001 commence très bien pour l'Avalanche qui obtient neuf victoires lors de ses onze premiers matchs avec aucune défaite. Le 21 février 2001, l'Avalanche fait l'acquisition du défenseur Rob Blake et du centre Steven Reinprecht venant tous deux des Kings de Los Angeles en retour d'Adam Deadmarsh, Aaron Miller et d'un choix de première ronde en 2001. L'Avalanche termine la saison régulière avec 52 victoires pour 16 défaites, 10 matchs nuls et quatre défaites en prolongation pour 118 points pour remporter le Trophée des présidents. Sakic a été le meilleur buteur, passeur et pointeur chez l'Avalanche et il est le deuxième au niveau des points derrière Jaromír Jágr des Penguins de Pittsburgh et le deuxième pour les buts derrière Pavel Boure des Panthers de la Floride. Il est tout de même le joueur avec le plus de buts vainqueurs, le plus de points en supériorité numérique (46) ainsi que le meilleur différentiel plus-moins (+45) de la ligue, à égalité avec Patrik Eliáš des Devils du New Jersey.
Aux séries éliminatoires, l'Avalanche bat au premier tour les Canucks de Vancouver 4 matchs à 0. Au cours du dernier match, Sakic, Forsberg et Éric Messier inscrivent les trois buts les plus rapides de l'histoire de la franchise avec trois buts en 38 secondes. L'Avalanche rencontre ensuite les Kings de Los Angeles. Lors de la septième rencontre, le match était à égalité 1-1 après deux périodes. En troisième période, l'Avalanche marque quatre buts sans réplique par Chris Drury, Ville Nieminen, Shjon Podein et Hejduk et l'emporte 5-1 à domicile après sept rencontres.

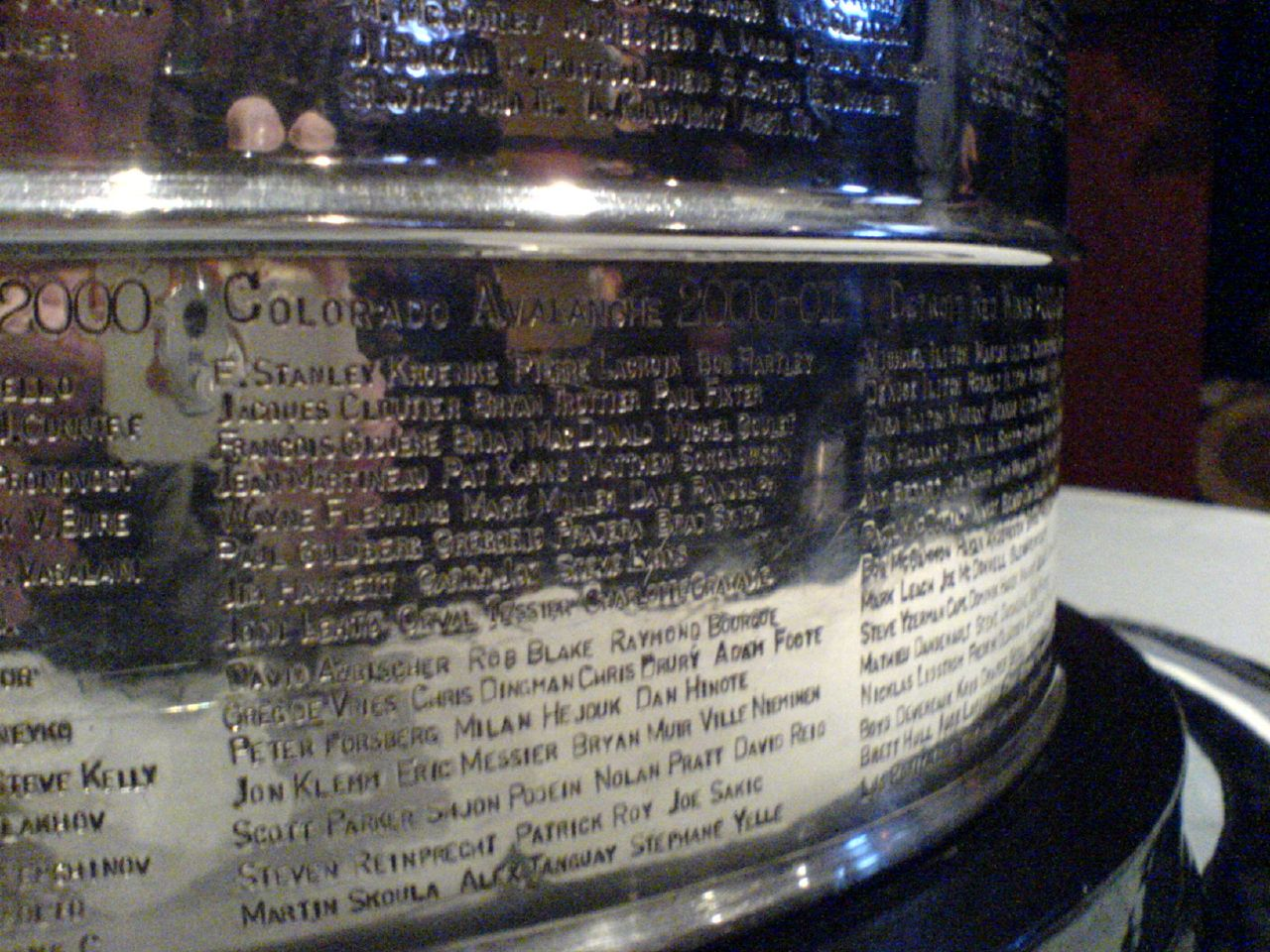
La Coupe Stanley gravée du nom des joueurs vainqueurs en 2001.

Lors de la finale de conférence, l'Avalanche rencontre les Blues de Saint-Louis, équipe classée au quatrième rang dans l'Ouest et champions de la saison régulière l'an dernier. L'Avalanche élimine la franchise du Missouri après cinq rencontres avec un score de 2-1 par un but de Sakic au bout de 24 secondes de la prolongation. L'Avalanche remporte alors son deuxième trophée Clarence-S.-Campbell et accède pour la deuxième fois de son histoire en finale de la Coupe Stanley.
L'Avalanche rencontre en finale les champions en titre de la Coupe, les Devils du New Jersey. Après cinq rencontres, le Colorado tire de l'arrière 3 matchs à 2. Le Colorado remporte le sixième match 4-0 en égalisant la marque à trois victoires partout. Le septième et ultime match se déroule dans le domicile de l'Avalanche. Le Colorado remporte sa deuxième coupe par la marque 3-1 à la suite d'un doublé d'Alex Tanguay. Alors que Sakic reçoit la Coupe, il refuse de la soulever. Même si traditionnellement, c'est le capitaine de l'équipe qui remporte la victoire qui soulève le premier la Coupe, son premier geste est de la donner à Bourque pour que celui-ci puisse enfin, après 22 saisons jouées, avoir cet honneur.
À titre individuel, le gardien du Colorado, Roy, remporte le trophée Conn-Smythe du meilleur joueur des séries devenant le premier joueur de l'histoire de la LNH à remporter ce trophée à trois reprises. Sakic remporte les trophées Hart, trophée du meilleur joueur selon les médias, Lady Byng, trophée du joueur avec le meilleur état d'esprit, et Lester-B.-Pearson, trophée du meilleur joueur selon ses pairs. Shjon Podein remporte le trophée King-Clancy, qui est remis au joueur ayant démontré le meilleur exemple de leadership et ayant le plus contribué à la société.

### Entre 2001 et 2004
En 2001-2002, l'équipe atteint pour la quatrième année de suite la finale de conférence mais s'incline face aux Red Wings de Détroit avec un blanchissage 7-0 de Dominik Hašek.
L'équipe connaît un départ calamiteux la saison suivante : alors que l'équipe n'a que dix victoires à ses 31 premiers matchs, l'entraîneur-chef Bob Hartley est congédié le 17 décembre 2002 et son adjoint Tony Granato assura l'intérim pour le reste de la saison. L'équipe s'en tire très bien avec l'embauche de Granato avec 32 victoires en 51 matchs. L'Avalanche remporte un neuvième titre de division consécutif, battant le record des Canadiens de Montréal avec huit titres remportés entre 1974 et 1982.
Forsberg et Hejduk, les meneurs de la LNH, comptent respectivement cent-six points et cinquante buts, Hejduk remportant le trophée Maurice-Richard et Forsberg, le trophée Art-Ross. Les deux joueurs remportent également à deux le trophée plus-moins de la LNH avec chacun +52. Après avoir mené trois matchs à un contre le Wild du Minnesota, ces derniers effectuent une remontée pour venir à bout de l'équipe de Denver. Forsberg remporte le trophée Hart du meilleur joueur de la saison devenant le premier Suédois dans la LNH à remporter cet honneur, alors que Patrick Roy annonce sa retraite le 28 mai 2003.
En 2003-2004, l'Avalanche fait signer pour un an Paul Kariya et Teemu Selänne, qui formaient un des meilleurs duos de la ligue il y a quelques années avec les Mighty Ducks d'Anaheim. La tentative pour reconstruire le duo est un échec puisque Kariya manque une partie de la saison à cause d'une blessure au poignet et Selänne ne récolte que trente-deux points en soixante-dix-huit matchs.
Le 8 mars 2004, l'attaquant des Canucks de Vancouver Todd Bertuzzi frappe durement Steve Moore à la tête. Ce dernier est tombé la tête première sur la glace et est demeuré inconscient pendant plusieurs minutes. Il a eu une commotion cérébrale, deux vertèbres fracturées ainsi que plusieurs lacérations faciales qui mettront fin à sa carrière. Cette attaque sauvage se voulait une réplique de Bertuzzi contre Moore afin de venger son capitaine Markus Näslund qui avait lui-même encaissé une rude mise en échec de la part de Moore un mois plus tôt. Faisant l'objet d'une enquête policière, Bertuzzi a été suspendu par la LNH pour le reste de la saison régulière et des séries éliminatoires et a dû payer une amende.
Pour la première fois depuis 1994, l'équipe ne remporte pas le titre de division au cours de la saison régulière mais elle se qualifie tout de même pour les séries. Les joueurs de l'Avalanche éliminent les Stars de Dallas lors du premier tour mais au tour suivant, les Sharks de San José prennent le pas sur les joueurs de Tony Granato quatre victoires à deux. En juillet 2004, Granato redevient entraîneur-adjoint après l'embauche de Joel Quenneville à titre d'entraîneur-chef.

### L'aprèslock-out

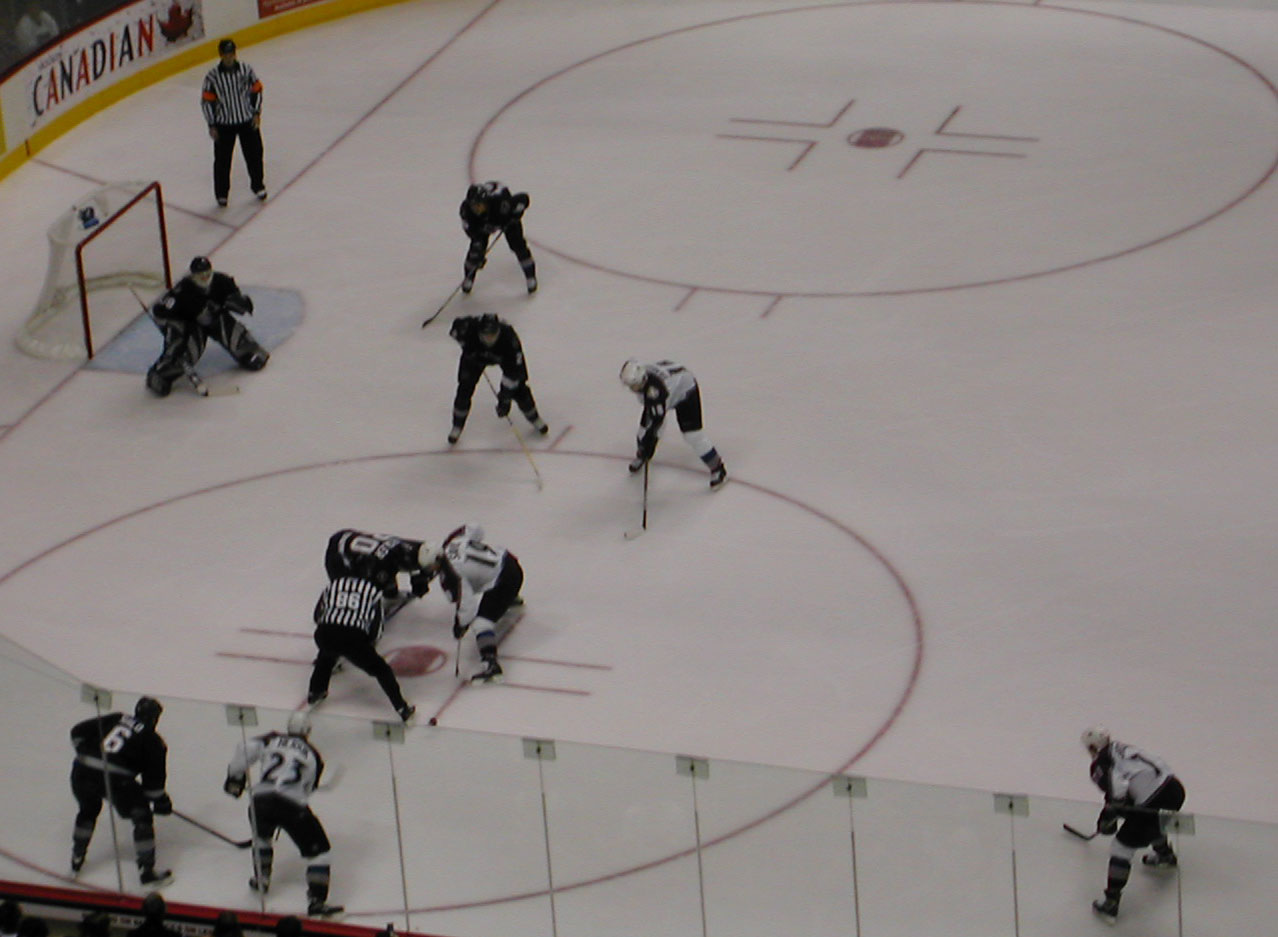
L'Avalanche lors d'un match contre les Canucks de Vancouver en octobre 2005.

La saison 2004-2005 de la LNH est annulée en raison d'un lock-out et les franchises de la LNH ne reviennent au jeu que pour la saison 2005-2006. Malgré tout, cette grève a permis à la ligue et l'Association des joueurs de la Ligue nationale de hockey de s'entendre sur une nouvelle convention collective. Pour l'Avalanche, les conséquences sont immédiates : ils doivent abaisser leur masse salariale pour pouvoir continuer dans la ligue. L'équipe est alors obligée de laisser partir plusieurs joueurs talentueux mais onéreux (Peter Forsberg et Adam Foote) pour pouvoir conserver d'autres talents. Ainsi, à eux deux, Joe Sakic et Rob Blake représentent treize millions de dollars alors que le plafond par équipe est fixé à trente-neuf millions.
L'Avalanche dispute les séries en terminant la saison en septième position dans l'association de l'Ouest avec 95 points, le même nombre de points que les Oilers d'Edmonton. Le Colorado cause la surprise en éliminant les Stars de Dallas, qui étaient alors deuxièmes dans la conférence avec cent-douze points. Les Mighty Ducks d'Anaheim vont mettre fin à la saison de l'Avalanche en les balayant quatre matchs à zéro.
La saison 2006-2007 voit l'arrivée de Paul Stastny, fils de l'ancienne vedette des années 1980 des Nordiques, Peter Šťastný. Le 11 mars 2007 contre le Wild du Minnesota, Stastny bat le record du plus grand nombre de matchs consécutifs avec au moins un point pour une recrue avec dix-huit parties ; le record appartenait à Teemu Selänne en 1992-1993. Sa série prend fin le 18 mars dans une victoire 4-3 contre les Sharks de San José et s'arrête à vingt matchs. Ce dernier bat également le record de l'Avalanche pour le plus grand nombre de points pour une recrue avec 78 réalisations. De son côté, Joe Sakic réussit à redorer son blason en réalisant cent points cette saison.
Avec des résultats en dents de scie fin février, l'Avalanche connaît un excellent mois de mars et récolte quinze victoires et deux défaites et autant de défaites en prolongation mais malgré tout, l'équipe ne parvient pas à se qualifier pour les séries éliminatoires avec 95 points, un point de plus que les Flames de Calgary qui occupe la huitième et dernière place qualificative de la conférence. C'est la première fois en onze saisons que l'équipe rate les séries, la première depuis que la franchise joue dans le Colorado. Stastny a été nommé pour remporter le trophée Calder remis à la meilleure recrue mais perd contre Ievgueni Malkine des Penguins de Pittsburgh.
La saison suivante, l'Avalanche fait signer durant l'inter-saison Ryan Smyth et Scott Hannan, qui signent respectivement des contrats de 31,25 millions de dollars pour cinq ans et 18 millions pour quatre ans. Le 9 décembre 2007 dans une victoire 9-5 contre les Blues de Saint-Louis, l'Avalanche récolte la millième victoire de l'histoire de sa franchise. La veille du dernier jour possible des échanges dans LNH, la « trade deadline », l'agent libre Peter Forsberg retourne avec l'équipe en signant un contrat pour le restant de la saison, et le lendemain, l'Avalanche rapatrie Adam Foote des Blue Jackets de Columbus. L'équipe finit sa saison à la deuxième place de sa division et se qualifie pour les séries. Elle bat au premier tour le Wild du Minnesota mais chute lourdement  contre les champions de la saison régulière, les Red Wings de Détroit, se faisant balayer en quatre matchs secs.
Le 9 mai 2008, l'Avalanche annonce que l'entraîneur-chef Joel Quenneville n'est pas de retour avec l'équipe la saison suivante. Deux semaines plus tard, Tony Granato revient entraîner l'équipe.
La saison 2008-2009 a été catastrophique pour l'Avalanche puisqu'elle termine la saison avec une fiche négative de trente-deux victoires pour quarante-cinq échecs et cinq défaites en prolongation. Avec 69 points, il s'agit de la plus faible récolte de points depuis les années à Denver et l'équipe finit dernière de son association mais le Lightning de Tampa Bay (66) et les Islanders de New York (61) de l'association de l'Est ont une pire fiche que le Colorado.
Le 18 janvier 2009, Ryan Smyth et Milan Hejduk, ont marqué tous deux un but durant la partie contre les Flames de Calgary pour leurs 300e but en carrière. C'est seulement la deuxième fois que des coéquipiers marquent leur 300e but le même soir. Seul Ivan Boldirev et Danny Gare, des Red Wings de Détroit avaient également accompli cet exploit remarquable le 26 février 1983.

### Reconstruction
À la suite de leur saison décevante 2008-2009, le directeur général François Giguère et l'entraîneur Tony Granato ont été relevés de leur fonction et sont remplacés par Greg Sherman et Joe Sacco qui entraînait les Monsters du lac Érié, club-école de l'Avalanche dans la Ligue américaine de hockey. Avant son embauche, l'Avalanche avait contacté son ancien gardien vedette Patrick Roy pour être le nouvel entraîneur-chef mais ce dernier préfère refuser le poste. Cette saison marquera aussi la dernière de Joe Sakic qui décide de prendre sa retraite. Le Colorado réussit à se qualifier pour les séries avec la huitième et dernière place qualificative avec une récolte de 95 points, soit vingt-six de plus que l'an dernier. Toutefois, les Sharks de San José, premiers de la conférence, mettent fin à la saison des Avs en les éliminant en six rencontres, ceci malgré une avance de deux victoires à un. Sacco a été finaliste pour le trophée Jack-Adams du meilleur entraîneur mais perd contre Dave Tippett des Coyotes de Phoenix.
En 2010-2011, l'Avalanche connaît un bon début de saison et est même premier de sa division mi-décembre mais lors de la seconde moitié de saison, l'Avalanche connaît une dégringolade avec seulement six victoires lors des 35 derniers matchs. À la fin de la saison, l'équipe est éliminée des séries avec l'avant-dernière place, en avant des Oilers d'Edmonton. Possédant le deuxième choix au repêchage de 2011, l'Avalanche choisit Gabriel Landeskog, deuxième choisi derrière Ryan Nugent-Hopkins par les Oilers.
La saison suivante, l'équipe est de nouveau éliminée des séries mais cette fois-ci avec une fiche moins mauvaise que l'an dernier ; 41 victoires, 35 défaites et six défaites en bris d'égalité pour 88 points, soit à sept points des Kings de Los Angeles et du huitième rang. Landeskog reçoit le trophée Calder remis à la meilleure recrue dans la LNH.
Le 4 septembre 2012, Landeskog est nommé capitaine de l'Avalanche. Il devient alors le plus jeune capitaine permanent de la LNH à l'âge de dix-neuf ans et 286 jours, soit onze jours plus jeune que Sidney Crosby des Penguins de Pittsburgh en 2007.
Le 23 mai 2013, quelques jours après que l'équipe a embauché l'ex-capitaine Joe Sakic comme président des opérations hockey et a congédié l'entraîneur Joe Sacco, l'Avalanche a annoncé la nomination de leur ancien gardien de but vedette Patrick Roy au poste d'entraîneur-chef, et aussi de vice-président des opérations hockey. Cependant, il demeurera dans l'administration de son club de hockey junior, les Remparts de Québec, qu'il a dirigé pendant huit ans. Après une saison difficile, Colorado reçut le premier choix au total de l'encan 2013 de la LNH. Regroupant de jeunes joueurs talentueux comme Seth Jones, Nathan MacKinnon, Jonathan Drouin et Aleksander Barkov, l'équipe jette finalement son dévolu sur MacKinnon. La saison suivante, l'Avalanche connait une magnifique saison, terminant au premier rang de sa division avec 52 victoires. Toutefois, une défaite crève-cœur au premier tour contre le Wild du Minnesota en 7 joutes s'ensuit. À la remise des trophées, la recrue Nathan MacKinnon remporte le trophée Calder remis à la meilleure recrue alors que Patrick Roy met la main sur le trophée Jack-Adams remis au meilleur entraineur. La saison 2014-2015 est beaucoup plus difficile, alors que l'Avalanche rate les séries de 9 points.

## Rivalité avec les Red Wings de Détroit

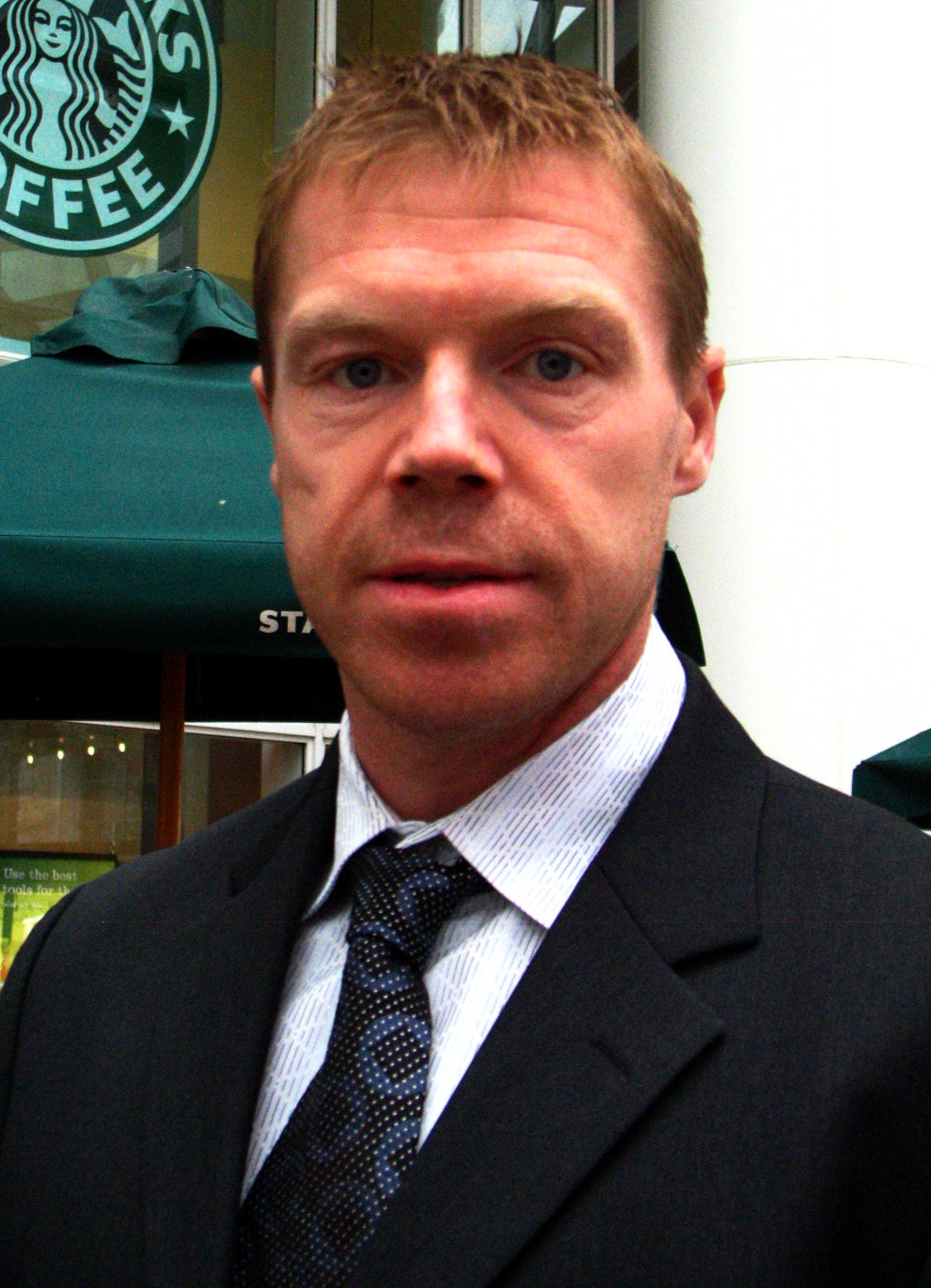
Kris Draper, héros malheureux, en 1996, de la rivalité entre Détroit et Colorado.

La  rivalité entre l’Avalanche du Colorado et les Red Wings de Détroit, existait bien avant que Denver ait une franchise de la LNH. En effet, celle-ci est née de la confrontation entre les Nordiques de Québec et les Red Wings bien qu'elle soit moins importante qu'aujourd'hui.
Une fois les Nordiques déplacés à Denver, elle subsistait. En route pour remporter leur Coupe Stanley en 1996, l’Avalanche a fait face aux Red Wings dans la finale de conférence.
En 1996, lors du sixième match, Claude Lemieux assena un violent coup de crosse à Kris Draper contre la rambarde, blessant grièvement l’attaquant des Wings. Draper eut la mâchoire cassée, un nez fracturé et l’os orbital fracassé. Les blessures de Draper étaient assez sérieuses pour exiger la chirurgie réparatrice. Les joueurs des Red Wings ont été choqués par cette attitude. Joueur des Red Wings, Dino Ciccarelli affirma qu’il ne pouvait pas croire d’avoir serré, un jour, la main de Lemieux. À l’issue de la rencontre, Lemieux tenta de se justifier en déclarant qu’il n’avait pas agi volontairement. Scotty Bowman, alors entraîneur des Red Wings, s’en prit aussi à Lemieux. Les coéquipiers de Lemieux tentaient aussi de prendre sa défense. Les confrontations entre l’Avalanche et les Red Wings n’allaient plus être aussi neutres qu’avant,.
Bien que les deux équipes aient joué sans incident notable lors de la saison régulière suivante, leur confrontation lors des séries éliminatoires de 1997 allait provoquer, le mercredi 26 mars, l’une des bagarres les plus violentes et les plus longues de l’histoire du hockey moderne, la fameuse bagarre du hockeytown. Kirk Maltby, René Corbet, Brent Severyn et Jamie Pushor ont été impliqués dans des altercations lors de la première période, augmentant ainsi la tension entre les deux équipes.
Après que Peter Forsberg et Igor Larionov soient entrés en collision, une bagarre éclata. Lemieux et Darren McCarty en viennent aux mains. Par la suite, plusieurs joueurs participent à cette bagarre, dont Patrick Roy et Mike Vernon, les deux gardiens de but. Après de nombreuses minutes de combat, le match allait reprendre sur une glace maculée de sang.
Les matchs entre les deux équipes vont souvent être le lieu de nombreuses bagarres. Lors de la saison 1997-1998, sur la glace du Joe Louis Arena, Patrick Roy et Chris Osgood se battent, de même que McCarty et Lemieux. Il en découla de nombreuses pénalités et des matchs de suspensions.
Lors des saisons récentes, l’animosité s'est apaisée grandement, beaucoup de joueurs clé sur les deux équipes ayant pris leur retraite, ou été transférés. Pourtant en 2002, Dominik Hašek et Patrick Roy ont récidivé et en 2008, Ian Laperrière blesse Nicklas Lidström sur une mise en échec, une bagarre avec Aaron Downey éclata.

## Patinoires
Depuis leur première saison à Denver, l'Avalanche a utilisé deux arénas en tant que patinoire pour leurs matchs à domicile.

### Le McNichols Arena (1995-1999)

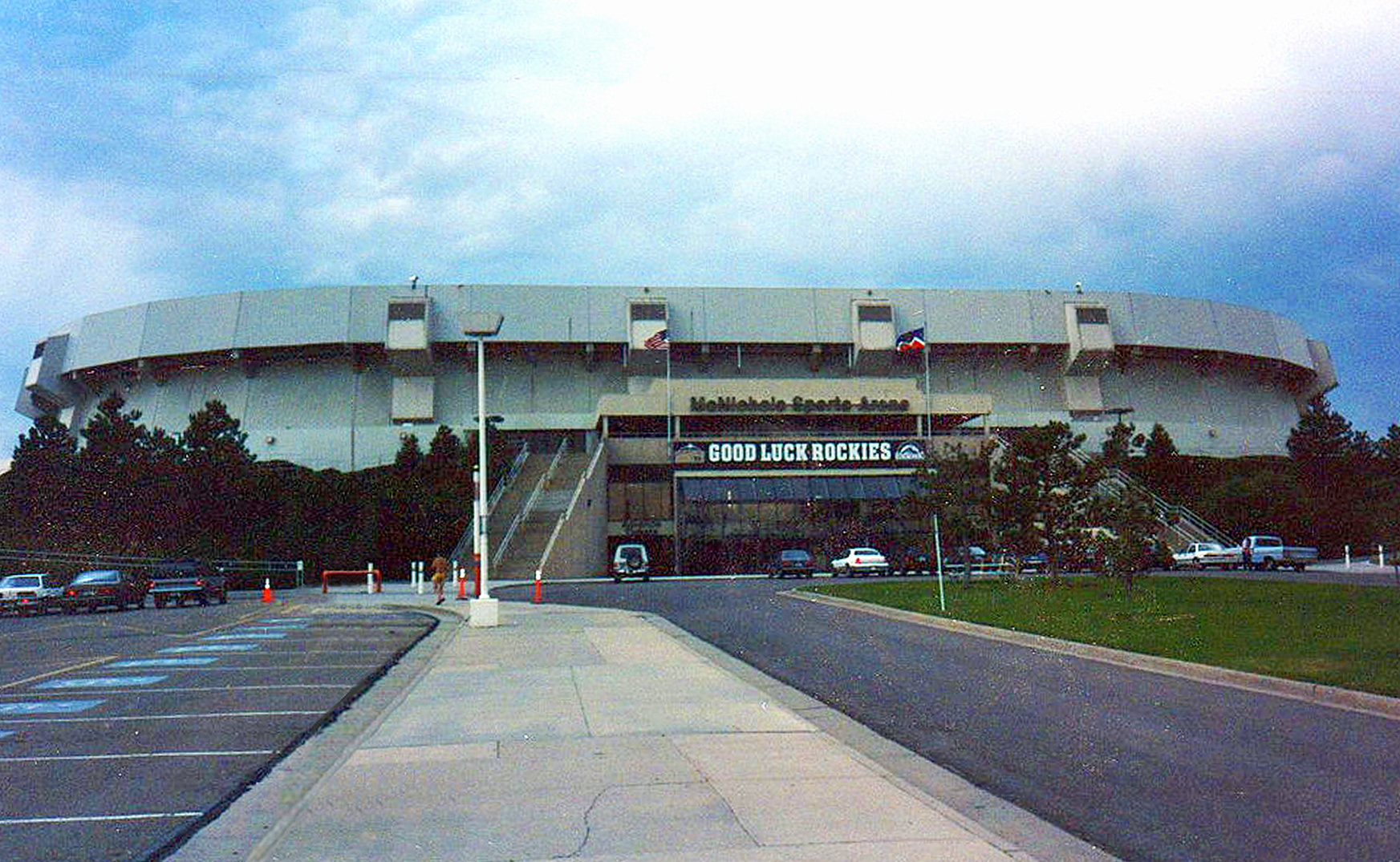
Le McNichols Sports Arena en 1994.

Le McNichols Arena possédait 16 061 places pour le hockey et a été ouverte le 22 août 1975. Surnommé Big Mac, la salle servit de patinoire pour la franchise de l'Association mondiale de hockey les Spurs de Denver puis pour celle des Rockies du Colorado (de la LNH) puis des Flames du Colorado de la Ligue centrale de hockey. La salle a accueilli deux des quatre matchs de la finale de la Coupe Stanley en 1996.
Le dernier match de l'Avalanche au McNichols Arena était un match des séries éliminatoires de 1999 contre les Stars de Dallas au sixième match de la finale de conférence de l'Ouest le 1er juin 1999. Les Stars ont gagné le match 4 à 1 et le dernier but marqué dans cet amphithéâtre appartient au joueur de Dallas Richard Matvichuk.
Elle fut rasée en 1999, pour laisser place au parking du nouveau INVESCO Field at Mile High pour les Broncos de Denver de la National Football League.
| Saison    |    | Saison régulière | Saison régulière | Saison régulière | Saison régulière | Saison régulière |    | Séries éliminatoires | Séries éliminatoires | Séries éliminatoires | Séries éliminatoires | Séries éliminatoires |
| Saison    | PJ | GF               | Total            | Moy              | %                | PJ               | GF | Total                | Moy                  | %                    |                      |                      |
| 1995-1996 | 41 | 38               | 656 708          | 16 017           | 99,7 %           | 11               | 11 | 176 671              | 16 061               | 100 %                |                      |                      |
| 1996-1997 | 41 | 41               | 658 501          | 16 061           | 100 %            | 9                | 9  | 144 549              | 16 061               | 100 %                |                      |                      |
| 1997-1998 | 41 | 41               | 658 501          | 16 061           | 100 %            | 4                | 4  | 64 244               | 16 061               | 100 %                |                      |                      |
| 1998-1999 | 41 | 41               | 658 501          | 16 061           | 100 %            | 9                | 9  | 144 549              | 16 061               | 100 %                |                      |                      |

### Le Ball Arena (depuis 1999)

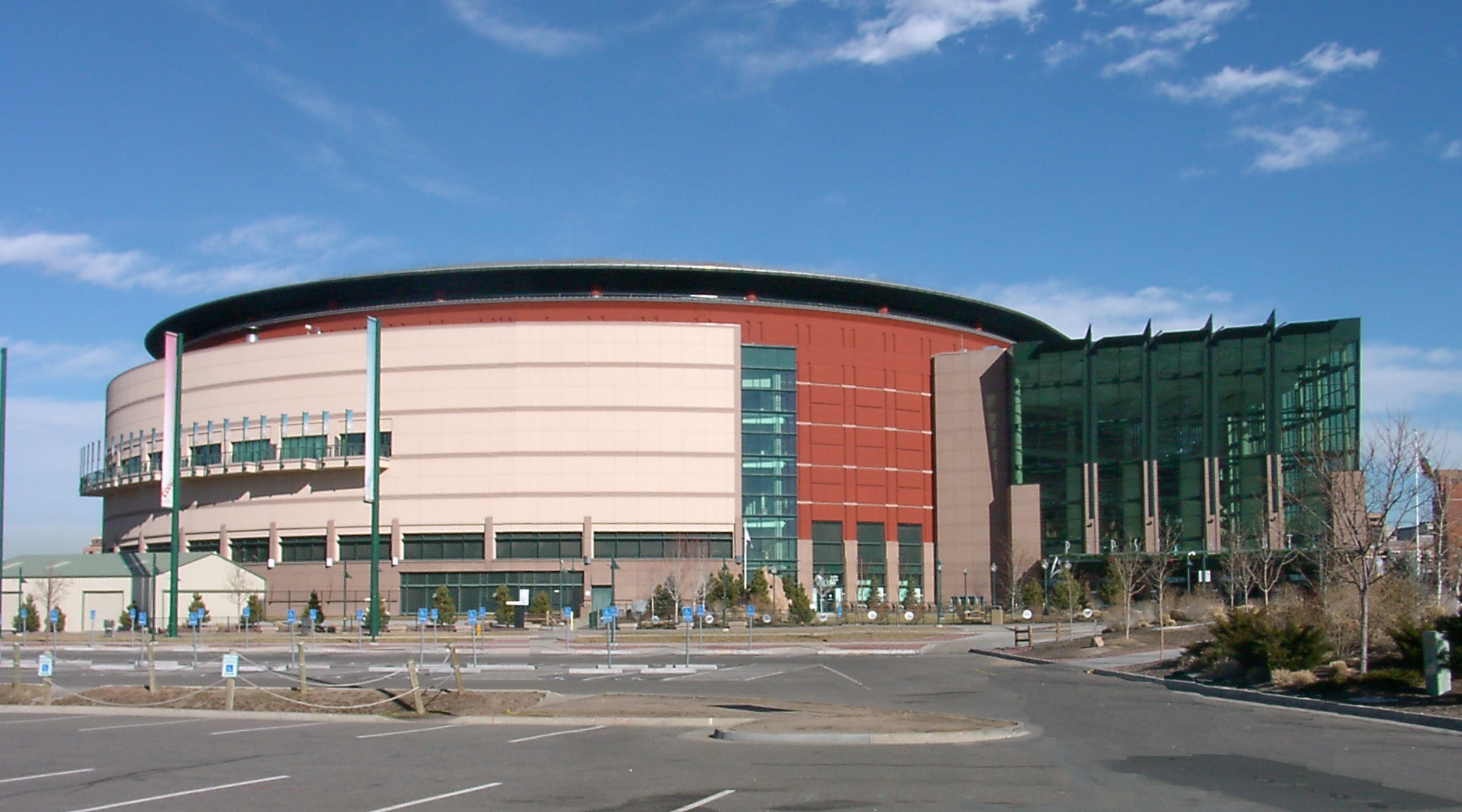
Le Ball Arena.

La construction du Ball Arena, précédemment nommé Pepsi Center (et surnommé The Can, en raison du nom de l'aréna) a débuté en novembre 1997 sur un site de 18 600 m2. Le Pepsi Center a été inauguré le 1er octobre 1999 avec un concert de Céline Dion. Son coût de construction était de 164,5 millions USD. La salle peut accueillir jusqu'à 18 007 personnes pour le hockey sur glace.
L'Avalanche joue dans cette patinoire depuis la saison 1999-2000. Milan Hejduk a marqué le premier but de l'équipe dans la nouvelle patinoire sur une victoire de 2 à 1 contre les Bruins de Boston le 13 octobre 1999.
En 2001, la salle a accueilli le 51e Match des étoiles de la LNH. La partie a été jouée le 4 février 2001 et voit la victoire de l'Amérique du Nord sur le Reste du monde 14 buts à 12. Joseph Sakic, Patrick Roy, Raymond Bourque, Peter Forsberg et Milan Hejduk ont représenté l'Avalanche lors de cette compétition.
L'Avalanche détient le record de la LNH de la plus longue série de matchs joués à domicile à guichets fermés, avec 487 salles combles. La série débuta le 9 novembre 1995, à l’occasion du huitième match joué par l’Avalanche à domicile contre les Stars de Dallas avec une affluence de 16 061 spectateurs au McNichols Arena. Presque onze ans plus tard, la série prit fin le 16 octobre 2006, lors d’un match contre les Blackhawks de Chicago, avec une affluence de 17 681 spectateurs, soit 326 de moins que la capacité du Pepsi Center. L’Avalanche enregistre son 500e match joué à domicile à guichets fermés lors de leur 515e match à Denver le 20 janvier 2007, contre les Red Wings de Détroit.
| Saison    |                | Saison régulière | Saison régulière | Saison régulière | Saison régulière | Saison régulière |    | Séries éliminatoires | Séries éliminatoires | Séries éliminatoires | Séries éliminatoires | Séries éliminatoires |
| Saison    | PJ             | GF               | Total            | Moy              | %                | PJ               | GF | Total                | Moy                  | %                    |                      |                      |
| 1999-2000 | 41             | 41               | 738 287          | 18 007           | 100 %            | 9                | 9  | 162 063              | 18 007               | 100 %                |                      |                      |
| 2000-2001 | 41             | 41               | 738 287          | 18 007           | 100 %            | 13               | 13 | 234 091              | 18 007               | 100 %                |                      |                      |
| 2001-2002 | 41             | 41               | 738 287          | 18 007           | 100 %            | 11               | 11 | 198 077              | 18 007               | 100 %                |                      |                      |
| 2002-2003 | 41             | 41               | 738 287          | 18 007           | 100 %            | 4                | 4  | 72 028               | 18 007               | 100 %                |                      |                      |
| 2003-2004 | 41             | 41               | 738 287          | 18 007           | 100 %            | 6                | 6  | 108 042              | 18 007               | 100 %                |                      |                      |
| 2004-2005 | Saison annulée | Saison annulée   | Saison annulée   | Saison annulée   | Saison annulée   | -                | -  | -                    | -                    | -                    |                      |                      |
| 2005-2006 | 41             | 41               | 738 287          | 18 007           | 100 %            | 4                | 4  | 72 028               | 18 007               | 100 %                |                      |                      |
| 2006-2007 | 41             | 15               | 722 127          | 17 612           | 97,8 %           | -                | -  | -                    | -                    | -                    |                      |                      |
| 2007-2008 | 41             | 13               | 690 552          | 16 842           | 93,5 %           | 5                | 5  | 90 035               | 18 007               | 100 %                |                      |                      |
| 2008-2009 | 41             | 7                | 632 602          | 15 429           | 85,7 %           | -                | -  | -                    | -                    | -                    |                      |                      |
| 2009-2010 | 41             | 5                | 571 849          | 13 947           | 77,5 %           | 3                | 3  | 54 021               | 18 007               | 100 %                |                      |                      |
| 2010-2011 | 41             | 5                | 590 084          | 14 752           | 81,9 %           | -                | -  | -                    | -                    | -                    |                      |                      |
| 2011-2012 | 41             | 5                | 635 440          | 15 499           | 86,1 %           | -                | -  | -                    | -                    | -                    |                      |                      |
| 2012-2013 | 24             | 3                | 370 677          | 15 445           | 85,8 %           | -                | -  | -                    | -                    | -                    |                      |                      |
| 2013-2014 | 41             | 9                | 668 133          | 16 296           | 90,5 %           | 4                | 4  | 73 405               | 18 351               | 102 %                |                      |                      |
| 2014-2015 | 41             | 12               | 663 247          | 16 176           | 89,8 %           | -                | -  | -                    | -                    | -                    |                      |                      |
| 2015-2016 | 41             | 10               | 698 327          | 17 032           | 97,0 %           | -                | -  | -                    | -                    | -                    |                      |                      |
| 2016-2017 | 41             | 2                | 608 252          | 14 835           | 82,4 %           | -                | -  | -                    | -                    | -                    |                      |                      |
| 2017-2018 | 41             |                  | 639 063          | 15 586           | 87,1 %           | 3                |    | 90 514               | 18 087               |                      |                      |                      |
| 2018-2019 | 41             |                  | 702 446          | 17 132           | 95,1 %           | 5                |    | 54 261               | 18 103               |                      |                      |                      |

## Affiliations

### Affiliations principales

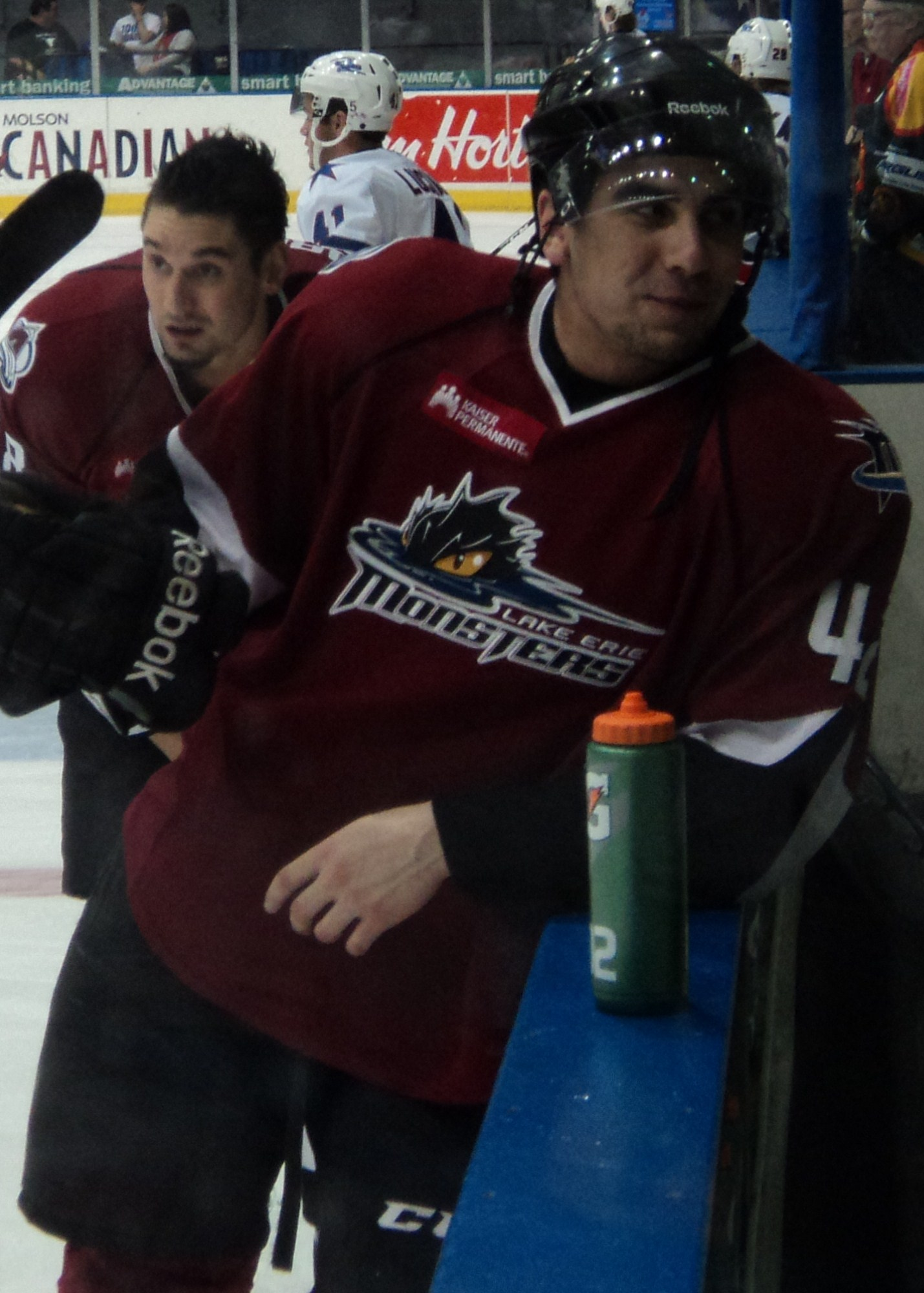
Ray Macias sous les couleurs des Monsters du lac Érié, équipe affiliée au Colorado dans la Ligue américaine de hockey.

Les franchises de la Ligue nationale de hockey ayant un effectif limité par convention, elles sont « affiliées » chaque saison à une ou plusieurs équipes de ligues moins importantes. Ceci leur permet de recruter de jeunes joueurs lors des repêchages annuels tout en leur permettant de continuer leur développement sans les lancer trop tôt dans le « grand bain ». De plus, ces équipes affiliées (aussi nommées clubs-écoles ou farm team en anglais) constituent une réserve de talents pour les franchises de la LNH qui font appel à eux au gré des blessures et/ou méformes des joueurs de l'effectif de départ. À l'exception de quelques équipes propriétaires elles-mêmes de leur club-école, les affiliations sont conclues par une entente contractuelle et ne sont donc pas figées dans le temps. Depuis leurs débuts, l'Avalanche été affilié aux équipes suivantes,, :
- 1995-1996 - Aces de Cornwall - LAH
- 1996 à 2005 - Bears de Hershey - LAH
- 2005-2006 - Lock Monsters de Lowell - LAH
- 2006-2007 - River Rats d'Albany - LAH
- 2007 à 2015 - Monsters du lac Érié - LAH
- 2015 à 2018 - Rampage de San Antonio - LAH
- Depuis 2018 : Eagles du Colorado - LAH

### Affiliations secondaires
En plus de ces équipes, les franchises de la LNH possèdent une ou des affiliations dites « secondaires » avec des équipes évoluant dans des ligues mineures. Ces équipes, sont généralement utilisées comme réservoir pour les équipes précédentes en cas d'absence de joueurs blessés ou partis évoluer avec une équipe de la LNH. Au cours de leur histoire, l'Avalanche eu les affiliations secondaires suivantes, :
- 2005-2006 - Gulls de San Diego - ECHL
- 2006-2007 - Sundogs de l'Arizona - LCH
- 2007 à 2009 - Chiefs de Johnstown - ECHL
- 2009-2010 - Checkers de Charlotte - ECHL
- 2010-2011 - Oilers de Tulsa - LCH
- 2011-2012 - Americans d'Allen - LCH
- 2012 à 2014 - Cutthroats de Denver - LCH
- 2014 à 2018 - Komets de Fort Wayne - ECHL
- Depuis 2018 - Grizzlies de l'Utah - ECHL

## Identité de l'équipe

### Logos
Le logo principal de l’Avalanche n'a pas changé depuis la première saison. Le logo est composé de la lettre A, de couleur bordeaux, entourée par une avalanche de neige formant un C dévalant du côté gauche de la lettre et se terminant en un palet de hockey. Il y a un ovale bleu autour du logo.
Le premier logo secondaire de l’équipe est le pied de bigfoot, et figure sur les épaules des maillots domicile et extérieur de l’Avalanche. À partir de la saison 2015-2016, l'équipe délaisse le pied de bigfoot pour un nouveau logo secondaire ; il s'agit de la lettre « C » provenant du drapeau du Colorado et recolorée aux couleurs de l'équipe.

Logo secondaire utilisé de 1995 à 2015.
Logo secondaire utilisé depuis 2015.

### Maillots

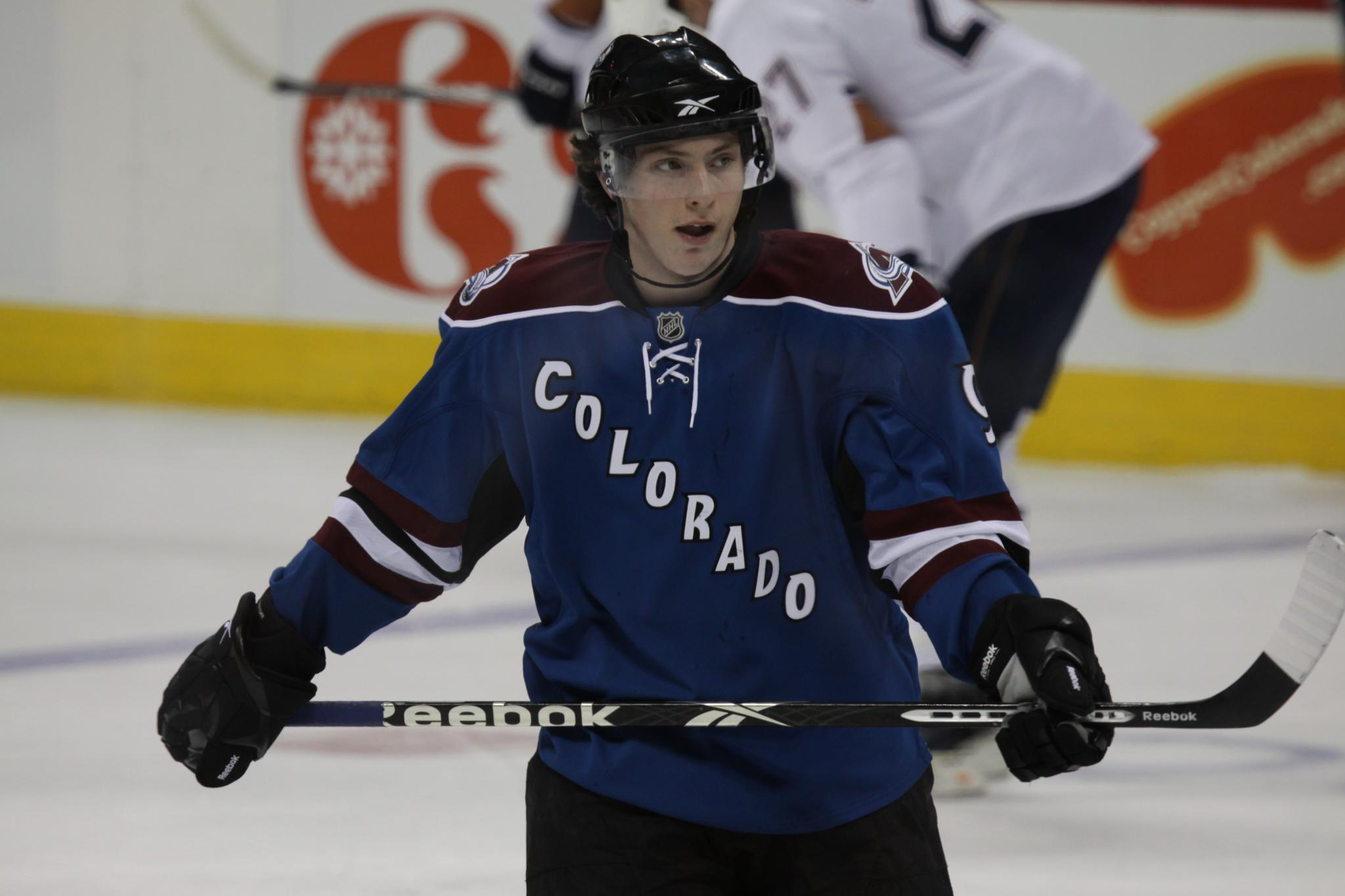
Matt Duchene avec le troisième maillot.

Les maillots de l’Avalanche n’ont changé qu'une fois depuis leur première saison. Les couleurs de l’équipe sont le bordeaux, le bleu et le blanc.
Le maillot domicile, qui était le maillot extérieur jusqu’en 2003 lorsque la LNH a décidé d’inverser les maillots domicile et extérieur, est à dominante bordeaux et bleu foncé. Il y a deux lignes noires et blanches en zigzag le long du maillot, une sur les épaules, l’autre près du ventre. Entre elles, le maillot est bordeaux et il est bleu foncé à l’extérieur de ces lignes. Des lignes semblables font le tour du cou. Le logo est placé au milieu du maillot. Au sommet de chaque épaule, se trouve le logo alternatif de Bigfoot.
Le maillot extérieur est identique, mais avec des couleurs différentes. La partie bordeaux du maillot domicile est blanche sur le maillot extérieur, la partie bleue est bordeaux, et les lignes noires et blanches deviennent blanches et bleu foncé.
L’Avalanche a introduit durant la saison 2001-2002 un troisième maillot. Il est à dominante bordeaux. COLORADO est écrit en diagonale du maillot, là où est le logo sur les autres maillots. En bas, il y a trois lignes larges horizontales : la première et la dernière sont noires et celle du milieu est blanche. À la moitié des manches, il y a cinq lignes, noires, blanches et bordeaux de l’extérieur vers l’intérieur de chaque côté. Le logo de l'équipe est au sommet de chaque épaule des joueurs. Le troisième maillot n'est plus utilisé depuis 2007.
Depuis la  saison 2007-2008, l'équipementier Reebok, fournisseur officiel de la LNH, décide de moderniser les maillots de toutes les franchises de la LNH. À cette occasion, l'Avalanche décide de changer les maillots. Pour la saison 2009-2010, l'Avalanche décide d'avoir un nouveau troisième maillot. Il semblable au dernier troisième maillot mais a des changements : il n'a plus les trois lignes horizontales en bas du maillot et le maillot est surtout bleu au lieu de bordeaux. Il apparait pour la première fois le 14 novembre 2009 lors d'un match à domicile contre les Canucks de Vancouver.

### Mascottes
Comme les autres franchises de la LNH, l'Avalanche possède leur propre mascotte le 1er octobre 1997. Il s'agit de Howler (signifie « hurleur » en anglais), c'est un yéti de sept pieds et son poids est de 250 livres. La mascotte est présentement retirée de la LNH.
Le 3 octobre 2009, l'Avalanche a une nouvelle mascotte qui remplace Howler : Bernie. Sa première apparition a eu lieu lors d'un match contre les Canucks de Vancouver au Pepsi Center. C'est une des mascottes les plus récentes de la LNH et c'est un saint-bernard. Bernie mesure 6,5 pieds et pèse 225 livres. Son « numéro » dans le dos est un os.

## Joueurs et dirigeants

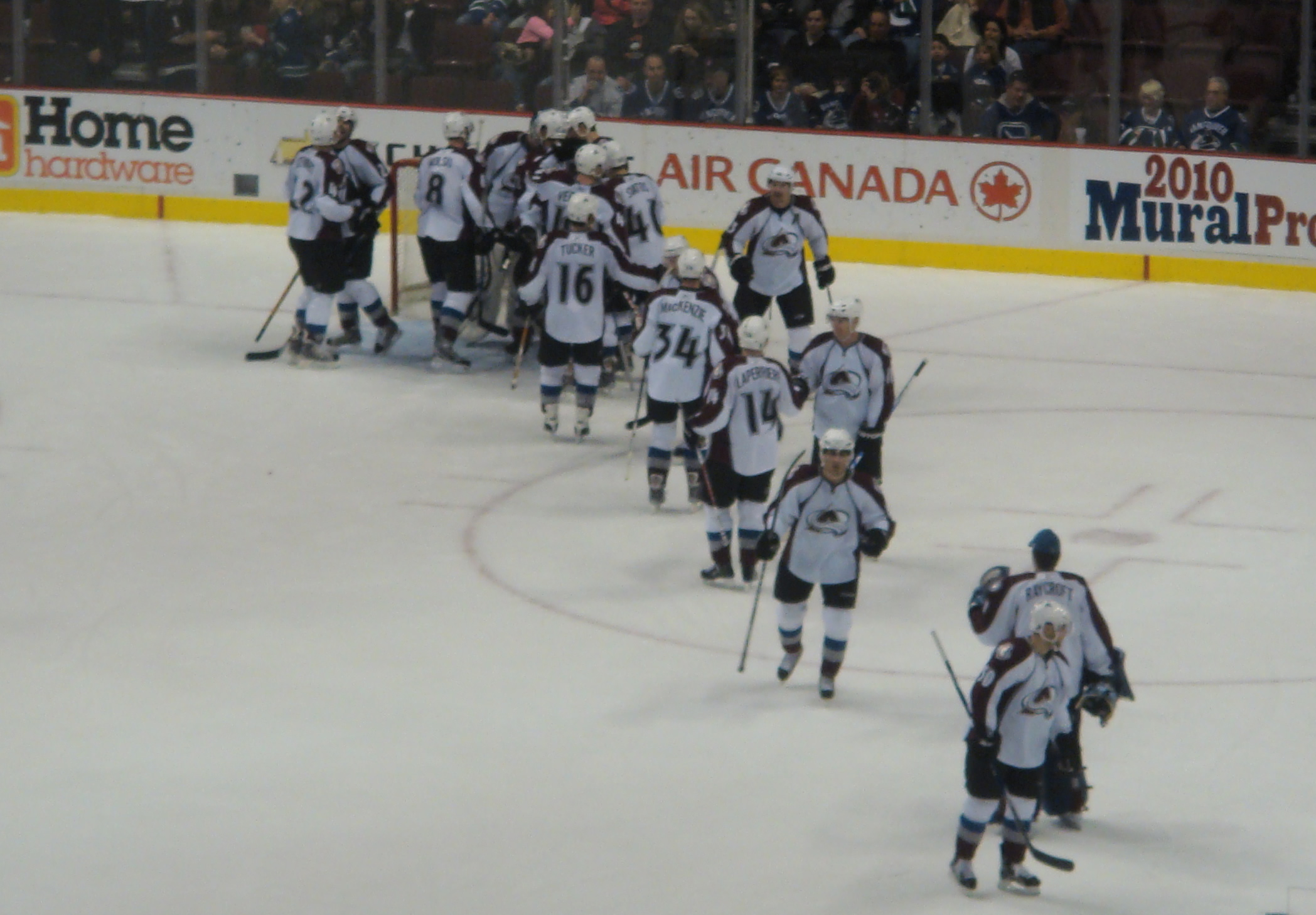
L'équipe de l'Avalanche lors de la saison 2008-2009.

### Effectif actuel
Voici la liste des joueurs actuels de l'Avalanche du Colorado classés par poste. Cet effectif peut varier au cours de la saison selon les blessures des joueurs et des renforts possibles venant des franchises associées.
| No    | Nom                   | Nat. | Position      | Arrivée                       | Salaire        |
| ----- | --------------------- | ---- | ------------- | ----------------------------- | -------------- |
| +039, | Pavel Francouz        |      | Gardien       | 2018 - Agent libre            | +02 000 000, $ |
| +040, | Aleksandr Gueorguiev  |      | Gardien       | 2022 - Rangers de New York    | +03 400 000, $ |
| +004, | Bowen Byram           |      | Défenseur     | 2019 - Repêchage              | +00894 167, $  |
| +006, | Erik Johnson – A      |      | Défenseur     | 2011 - Blues de Saint-Louis   | +06 000 000, $ |
| +007, | Devon Toews           |      | Défenseur     | 2020 - Islanders de New York  | +04 100 000, $ |
| +008, | Cale Makar            |      | Défenseur     | 2017 - Repêchage              | +09 000 000, $ |
| +026, | Jacob MacDonald       |      | Défenseur     | 2019 - Panthers de la Floride | +00762 500, $  |
| +042, | Josh Manson           |      | Défenseur     | 2022 - Ducks d'Anaheim        | +04 500 000, $ |
| +049, | Samuel Girard         |      | Défenseur     | 2017 - Predators de Nashville | +05 000 000, $ |
| +056, | Kurtis MacDermid      |      | Défenseur     | 2021 - Kraken de Seattle      | +00987 500, $  |
| +088, | Andreas Englund       |      | Défenseur     | 2022 - Agent libre            | +00750 000, $  |
| +009, | Evan Rodrigues        |      | Centre        | 2022 - Agent libre            | +02 000 000, $ |
| +011, | Andrew Cogliano       |      | Centre        | 2022 - Sharks de San José     | +01 250 000, $ |
| +013, | Valeri Nitchouchkine  |      | Ailier droit  | 2019 - Agent libre            | +06 125 000, $ |
| +015, | Shane Bowers          |      | Centre        | 2017 - Sénateurs d'Ottawa     | +00750 000, $  |
| +018, | Alex Newhook          |      | Centre        | 2019 - Repêchage              | +00908 333, $  |
| +022, | Dryden Hunt           |      | Ailier gauche | 2022 - Ballottage             | +00762 500, $  |
| +025, | Logan O'Connor        |      | Ailier droit  | 2019 - Agent libre            | +01 050 000, $ |
| +029, | Nathan MacKinnon – A  |      | Centre        | 2013 - Repêchage              | +06 300 000, $ |
| +037, | Joseph Taylor Compher |      | Ailier gauche | 2015 - Sabres de Buffalo      | +03 500 000, $ |
| +043, | Darren Helm           |      | Centre        | 2021 - Agent libre            | +01 250 000, $ |
| +047, | Alex Galchenyuk       |      | Centre        | 2022 - Agent libre            | +00750 000, $  |
| +061, | Martin Kaut           |      | Ailier droit  | 2018 - Repêchage              | +00863 333, $  |
| +062, | Artturi Lehkonen      |      | Ailier gauche | 2022 - Canadiens de Montréal  | +04 500 000, $ |
| +092, | Gabriel Landeskog – C |      | Ailier gauche | 2011 - Repêchage              | +07 000 000, $ |
| +096, | Mikko Rantanen – A    |      | Ailier droit  | 2015 - Repêchage              | +09 250 000, $ |

### Au temple de la renommée

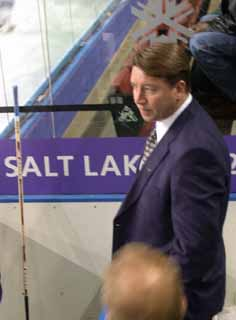
Jari Kurri a joué sa dernière saison dans la LNH avec l'Avalanche en 1997.

Cette section présente les personnalités liées à l'équipe qui ont été par la suite admises au Temple de la renommée du hockey. Deux joueurs intronisés au temple ont déjà porté les couleurs de l'Avalanche :
| Année d'intronisation | Nom            | Période(s) avec l'Avalanche |
| --------------------- | -------------- | --------------------------- |
| 1997                  | Bryan Trottier | 1998 à 2002                 |
| 2001                  | Jari Kurri     | 1997 à 1998                 |
| 2004                  | Ray Bourque    | 2000 à 2001                 |
| 2006                  | Patrick Roy    | 1995 à 2003                 |
| 2012                  | Joe Sakic      | 1995 à 2009                 |
| 2014                  | Rob Blake      | 2001 à 2006                 |
| 2014                  | Peter Forsberg | 1995 à 2004 ; 2008 ; 2011   |

Bryan Trottier a été intronisé au temple de la renommée en tant que joueur en 1997. Il n'a jamais joué pour l'Avalanche mais a été un des entraîneurs adjoint de 1998 à 2002, lors de la seconde Coupe Stanley en 2001.

### Numéros retirés

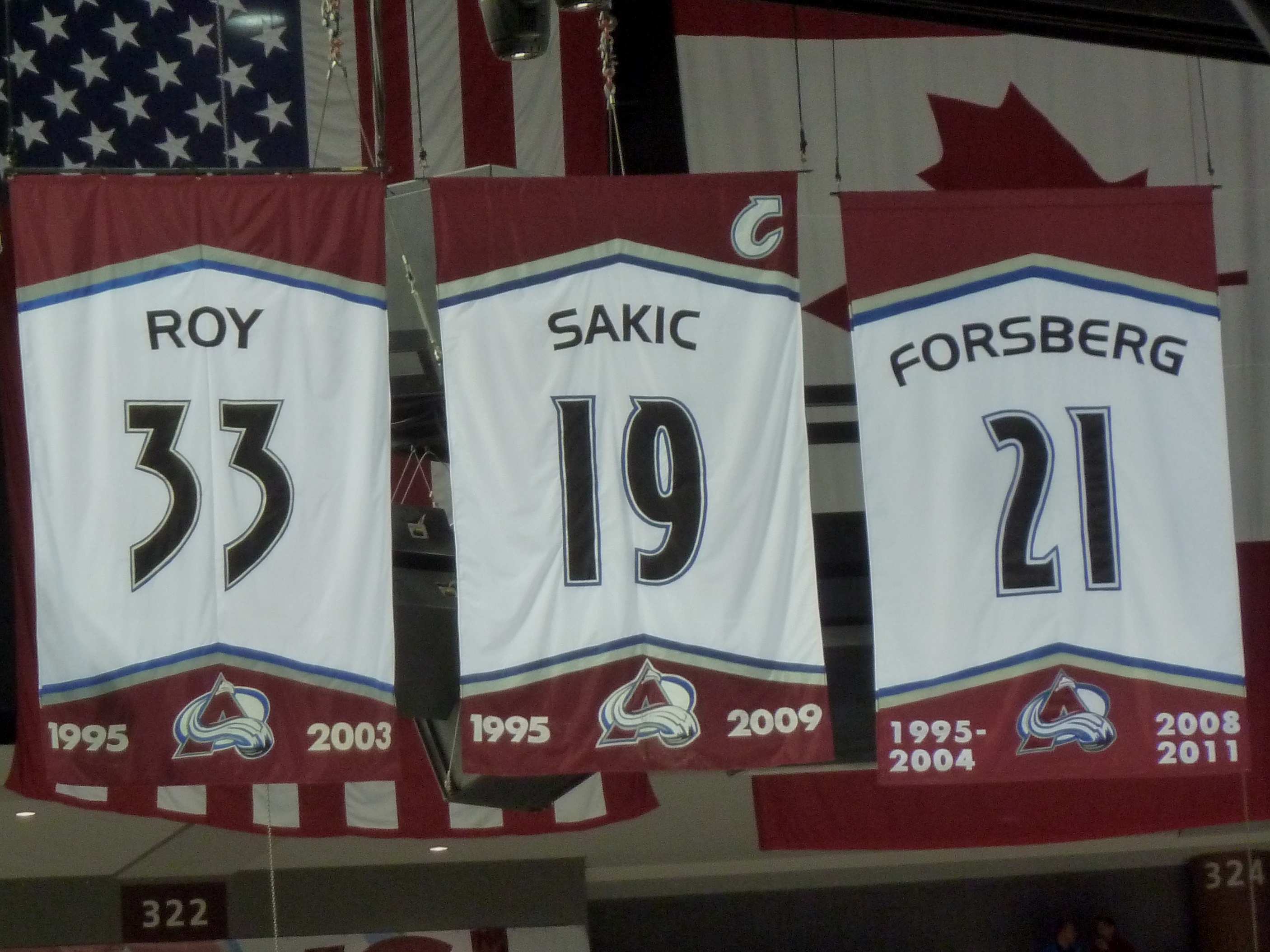
Les bannières accrochées dans la patinoire du Ball Arena célébrant trois numéros retirés par l'Avalanche.

L’Avalanche a retiré six numéros depuis le début de la franchise. Les numéros retirés au temps de la franchise des Nordiques de Québec ont été remis en circulation après le déménagement à Denver. Il y avait eu le numéro 3 de Jean-Claude Tremblay, le 8 de Marc Tardif, le 16 de Michel Goulet et le 26 de Peter Šťastný. Le numéro de Peter Šťastný, le 26, a été porté par son fils Paul depuis 2006.
| No  | Joueur          | Position       | Carrière  | Date du retrait  |
| --- | --------------- | -------------- | --------- | ---------------- |
| 19  | Joe Sakic       | Centre         | 1988-2009 | 1er octobre 2009 |
| 21  | Peter Forsberg  | Centre         | 1990-2011 | 8 octobre 2011   |
| 23  | Milan Hejduk    | Ailier droit   | 1993-2013 | 6 janvier 2018   |
| 33  | Patrick Roy     | Gardien de but | 1985-2003 | 28 octobre 2003  |
| 52  | Adam Foote      | Défenseur      | 1991-2011 | 2 novembre 2013  |
| 77  | Raymond Bourque | Défenseur      | 1979-2001 | 24 novembre 2001 |
| 99* | Wayne Gretzky   | Centre         | 1978-1999 | 6 février 2000   |

* Numéro retiré pour toutes les équipes par la LNH lors du 50e Match des étoiles.

### Capitaines

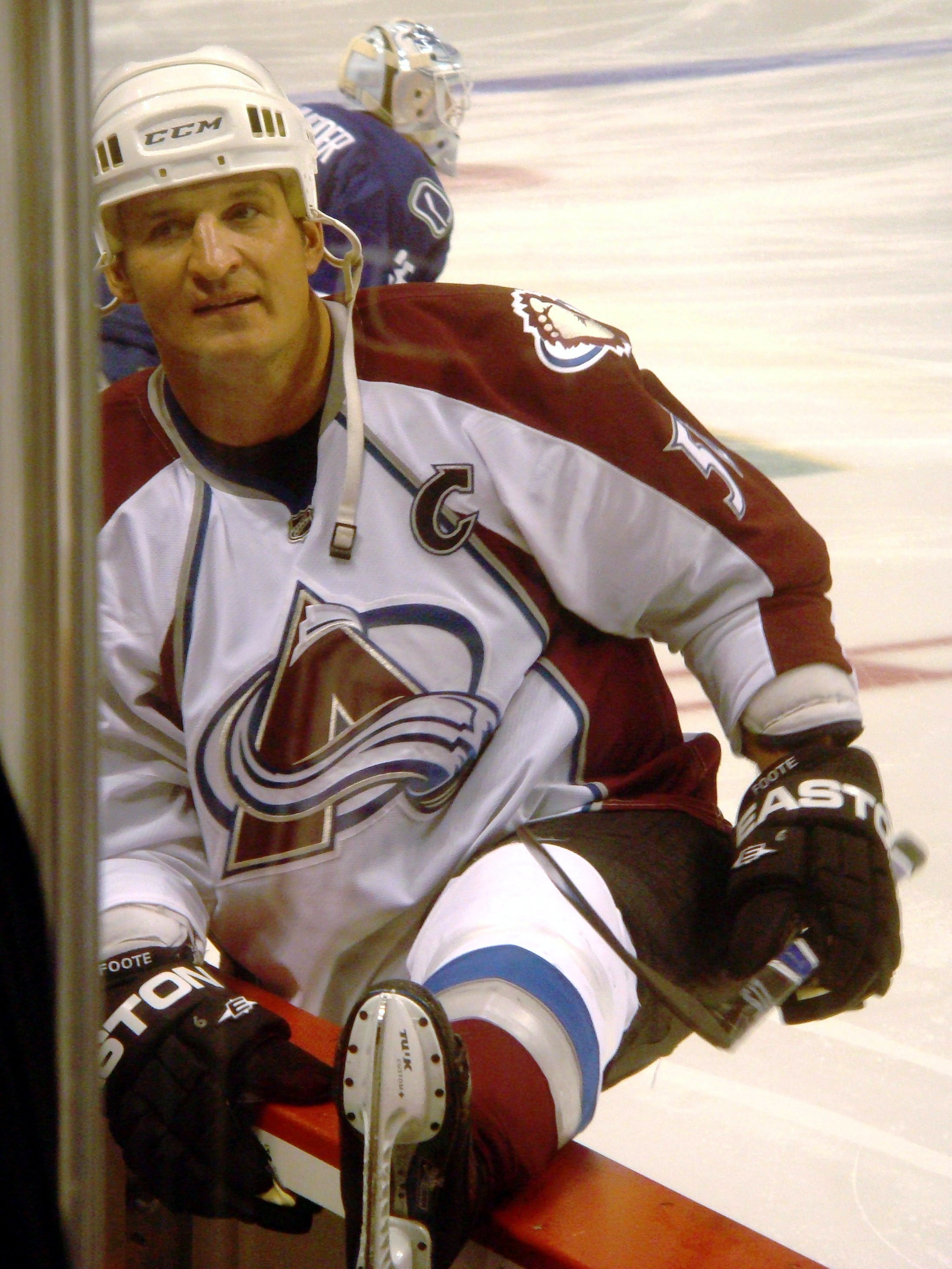
Adam Foote portant le C du capitaine en novembre 2009

Depuis le début de la franchise, le capitaine a été Joe Sakic qui a été capitaine depuis 1992 avec les Nordiques. Lors de la saison 1997-1998, Sakic se blesse au genou puis manque la saison entre février et avril 1998 : il est remplacé par le défenseur Sylvain Lefebvre qui est capitaine jusqu'à ce que Sakic revient sur la glace. Il joue alors 18 matchs avec le C sur son maillot. Depuis la retraite de Sakic, Adam Foote devient le capitaine des Avs jusqu'à sa retraite en 2011 ; au cours de la saison 2011-2012, Milan Hejduk devient le quatrième capitaine de l'histoire de l'Avalanche.
Cette liste ci-dessous présente les joueurs ayant porté le titre de capitaine avec l'Avalanche :
| Période     | Nom du ou des joueurs |
| ----------- | --------------------- |
| 1995 à 2009 | Joe Sakic             |
| 1998        | Sylvain Lefebvre      |
| 2009 à 2011 | Adam Foote            |
| 2011 à 2012 | Milan Hejduk          |
| Depuis 2012 | Gabriel Landeskog     |

### Choix de premier tour

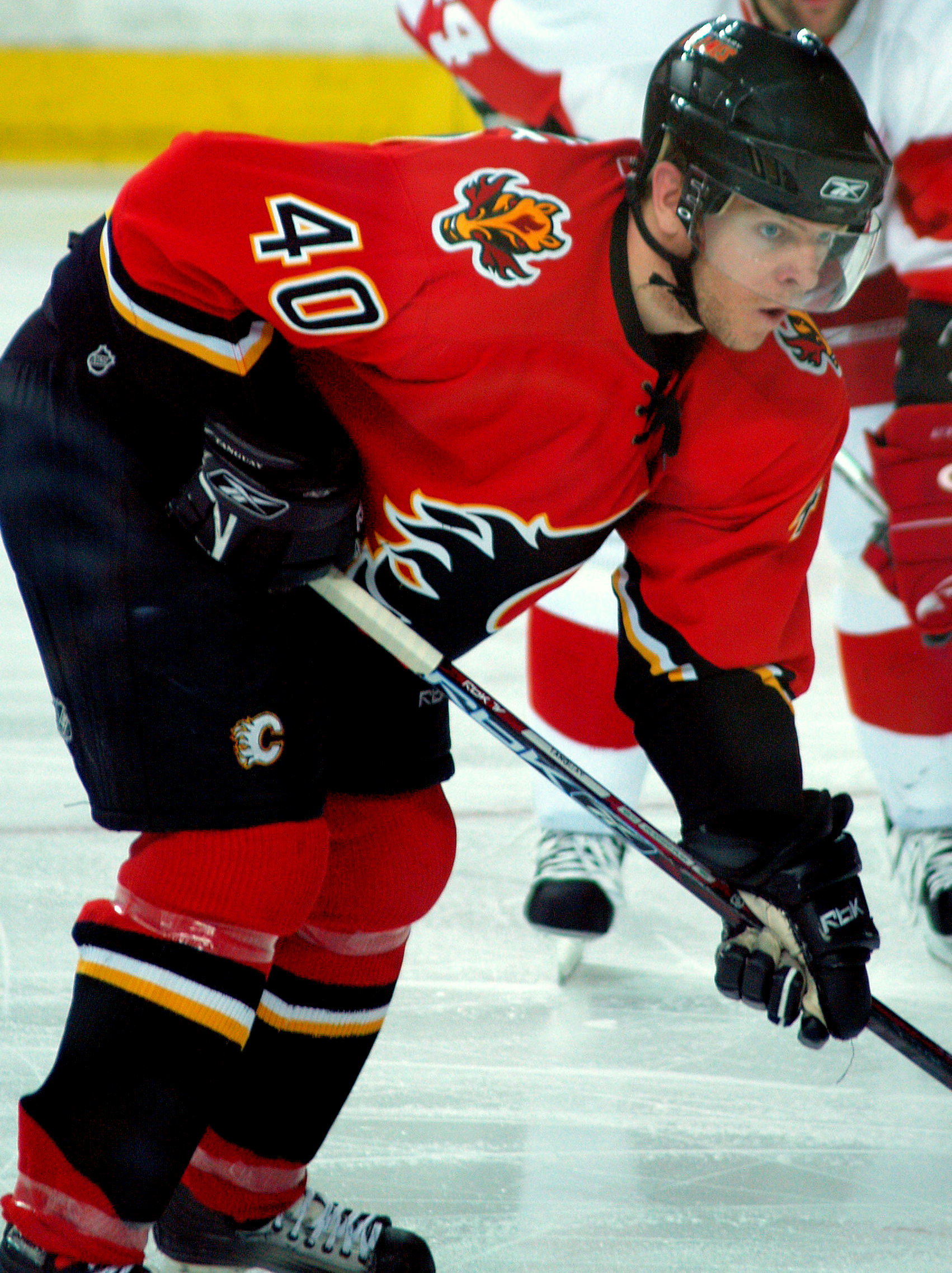
Alex Tanguay est un des quatre joueurs en 1998 à être choisi au premier tour par l'Avalanche.

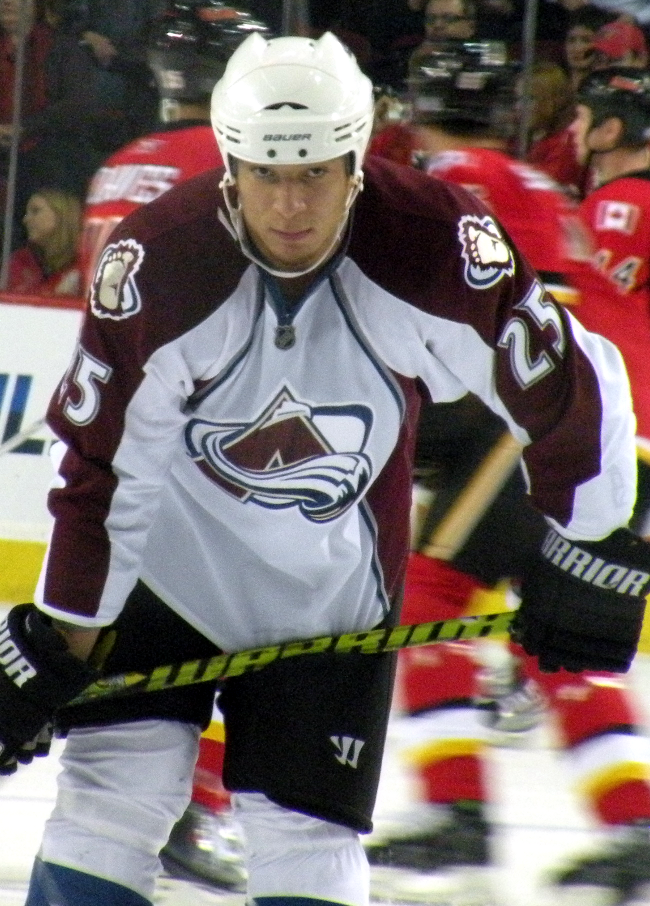
Chris Stewart, dix-huitième joueur en 2006.

Chaque année et depuis 1963, les joueurs des ligues juniors ont la possibilité de signer des contrats avec les franchises de la LNH. Cette section présente les joueurs qui ont eu la chance d'être choisis par l'Avalanche lors du premier tour. Ces choix peuvent être échangé et ainsi, une année l'Avalanche peut très bien ne pas avoir eu de choix de premier tour ou à l'inverse, en avoir plusieurs.
| Année | Rang              | Nom du joueur | Équipe précédente (ligue)                        |
| ----- | ----------------- | ------------- | ------------------------------------------------ |
| 1995  | Marc Denis        | 25e au total  | Saguenéens de Chicoutimi (LHJMQ)                 |
| 1996  | Peter Ratchuk     | 25e au total  | Shattuck St. Mary's (Minn H.S.)                  |
| 1997  | Kevin Grimes      | 26e au total  | Frontenacs de Kingston (LHO)                     |
| 1998  | Alex Tanguay      | 12e au total  | Mooseheads d'Halifax (LHJMQ)                     |
| 1998  | Martin Škoula     | 17e au total  | Colts de Barrie (LHO)                            |
| 1998  | Robyn Regehr      | 19e au total  | Blazers de Kamloops (LHOu)                       |
| 1998  | Scott Parker      | 20e au total  | Rockets de Kelowna (LHOu)                        |
| 1999  | Mikhaïl Koulechov | 25e au total  | Severstal Tcherepovets (Superliga)               |
| 2000  | Václav Nedorost   | 14e au total  | HC České Budějovice (Extraliga)                  |
| 2001  | Aucun             | Aucun         | Aucun                                            |
| 2002  | Jonas Johansson   | 28e au total  | HV 71 (Elitserien)                               |
| 2003  | Aucun             | Aucun         | Aucun                                            |
| 2004  | Wojtek Wolski     | 21e au total  | Battalion de Brampton (LHO)                      |
| 2005  | Aucun             | Aucun         | Aucun                                            |
| 2006  | Chris Stewart     | 18e au total  | Frontenacs de Kingston (LHO)                     |
| 2007  | Kevin Shattenkirk | 14e au choix  | Programme de développement des États-Unis (NAHL) |
| 2008  | Aucun             | Aucun         | Aucun                                            |
| 2009  | Matt Duchene      | 3e au total   | Battalion de Brampton (LHO)                      |
| 2010  | Joey Hishon       | 17e au total  | Attack d'Owen Sound (LHO)                        |
| 2011  | Gabriel Landeskog | 2e au total   | Rangers de Kitchener (LHO)                       |
| 2011  | Duncan Siemens    | 11e au total  | Blades de Saskatoon (LHOu)                       |
| 2012  | Aucun             | Aucun         | Aucun                                            |
| 2013  | Nathan MacKinnon  | 1er au total  | Mooseheads d'Halifax (LHJMQ)                     |
| 2014  | Conner Bleackley  | 23e au total  | Rebels de Red Deer (LHOu)                        |
| 2015  | Mikko Rantanen    | 10e au total  | TPS Turku (Liiga)                                |
| 2016  | Tyson Jost        | 10e au total  | Vees de Penticton (BCHL)                         |
| 2017  | Cale Makar        | 4e au total   | Bandits de Brooks (LHJA)                         |
| 2018  | Martin Kaut       | 16e au total  | HC Dynamo Pardubice (Extraliga)                  |
| 2019  | Bowen Byram       | 4e au total   | Giants de Vancouver (LHOu)                       |
| 2019  | Alex Newhook      | 16e au total  | Grizzlies de Victoria (BCHL)                     |
| 2020  | Justin Barron     | 25e au total  | Mooseheads d'Halifax (LHJMQ)                     |
| 2021  | Oskar Olausson    | 28e au total  | HV 71 (SHL)                                      |
| 2022  | Aucun             | Aucun         | Aucun                                            |

### Entraîneurs-chefs
L'Avalanche a eu sept entraîneurs différents depuis 1995. L'entraîneur-chef actuel des Avs est Jared Bednar, qui est leur entraîneur depuis la saison 2016-2017. Marc Crawford et Robert Hartley ont gagné la Coupe Stanley en 1996 et 2001. Anthony Granato est le seul entraîneur du Colorado à avoir entraîné à deux reprises, soit entre 2002 et 2004, et en 2008-2009.
| No | Nom              | Premier match    | Dernier match    | Saison régulière | Saison régulière | Saison régulière | Saison régulière | Saison régulière | Saison régulière | Saison régulière | Séries éliminatoires | Séries éliminatoires | Séries éliminatoires | Séries éliminatoires | Remarques                       |
| No | Nom              | Premier match    | Dernier match    | PJ               | V                | D                | N                | DP               | P                | % V              | PJ                   | V                    | D                    | % V                  | Remarques                       |
| -- | ---------------- | ---------------- | ---------------- | ---------------- | ---------------- | ---------------- | ---------------- | ---------------- | ---------------- | ---------------- | -------------------- | -------------------- | -------------------- | -------------------- | ------------------------------- |
| 1  | Marc Crawford    | 6 octobre 1995*  | 4 mai 1998       | 246              | 135              | 75               | 36               | -                | 306              | 62,2             | 46                   | 29                   | 17                   | 63,0                 | Coupe Stanley 1996              |
| 2  | Robert Hartley   | 10 octobre 1998  | 16 décembre 2002 | 359              | 193              | 108              | 48               | 10               | 444              | 61,8             | 80                   | 49                   | 31                   | 61,3                 | Coupe Stanley 2001              |
| 3  | Anthony Granato  | 19 décembre 2002 | 4 mai 2004       | 133              | 72               | 33               | 17               | 11               | 172              | 64,7             | 18                   | 9                    | 9                    | 50,0                 |                                 |
| 4  | Joel Quenneville | 5 octobre 2005   | 1er mai 2008     | 246              | 131              | 92               | -                | 23               | 285              | 57,9             | 19                   | 8                    | 11                   | 42,1                 |                                 |
| 5  | Anthony Granato  | 9 octobre 2008   | 12 avril 2009    | 82               | 32               | 45               | -                | 5                | 69               | 42,1             | -                    | -                    | -                    | -                    |                                 |
| 6  | Joseph Sacco     | 1er octobre 2009 | 17 avril 2013    | 294              | 130              | 134              | -                | 30               | 290              | 49,3             | 6                    | 2                    | 4                    | 33,3                 |                                 |
| 7  | Patrick Roy      | 2 octobre 2013   | 9 avril 2016     | 246              | 130              | 92               | -                | 24               | 284              | 57,7             | 7                    | 3                    | 4                    | 42,9                 | trophée Jack-Adams en 2013-2014 |
| 8  | Jared Bednar     | 15 octobre 2016  |                  |                  |                  |                  |                  |                  |                  |                  |                      |                      |                      |                      | Coupe Stanley 2022              |

* Déjà en poste avec les Nordiques de Québec.

### Directeurs généraux
| No | Nom                   | Engagement        | Départ            | Remarques                                                   |
| -- | --------------------- | ----------------- | ----------------- | ----------------------------------------------------------- |
| 1  | Pierre Lacroix        | 24 mai 1994*      | 24 mai 2006       | Coupes Stanley 1996 et 2001                                 |
| 2  | François Giguère      | 24 mai 2006       | 13 avril 2009     |                                                             |
| 3  | Greg Sherman          | 3 juin 2009       | 19 septembre 2014 |                                                             |
| 4  | Joseph Sakic          | 19 septembre 2014 | 11 juillet 2022   | Directeur général de la saison 2021-2022 Coupe Stanley 2022 |
| 5  | Chris MacFarland (en) | 11 juillet 2022   |                   |                                                             |

* Déjà en poste avec les Nordiques de Québec

## Records de la franchise

### Meilleurs pointeurs
- Mise à jour à la fin de la saison 2016-2017[123]

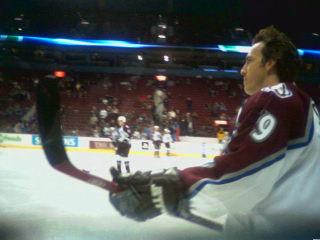
Joe Sakic, meilleur pointeur de l'histoire de l'Avalanche

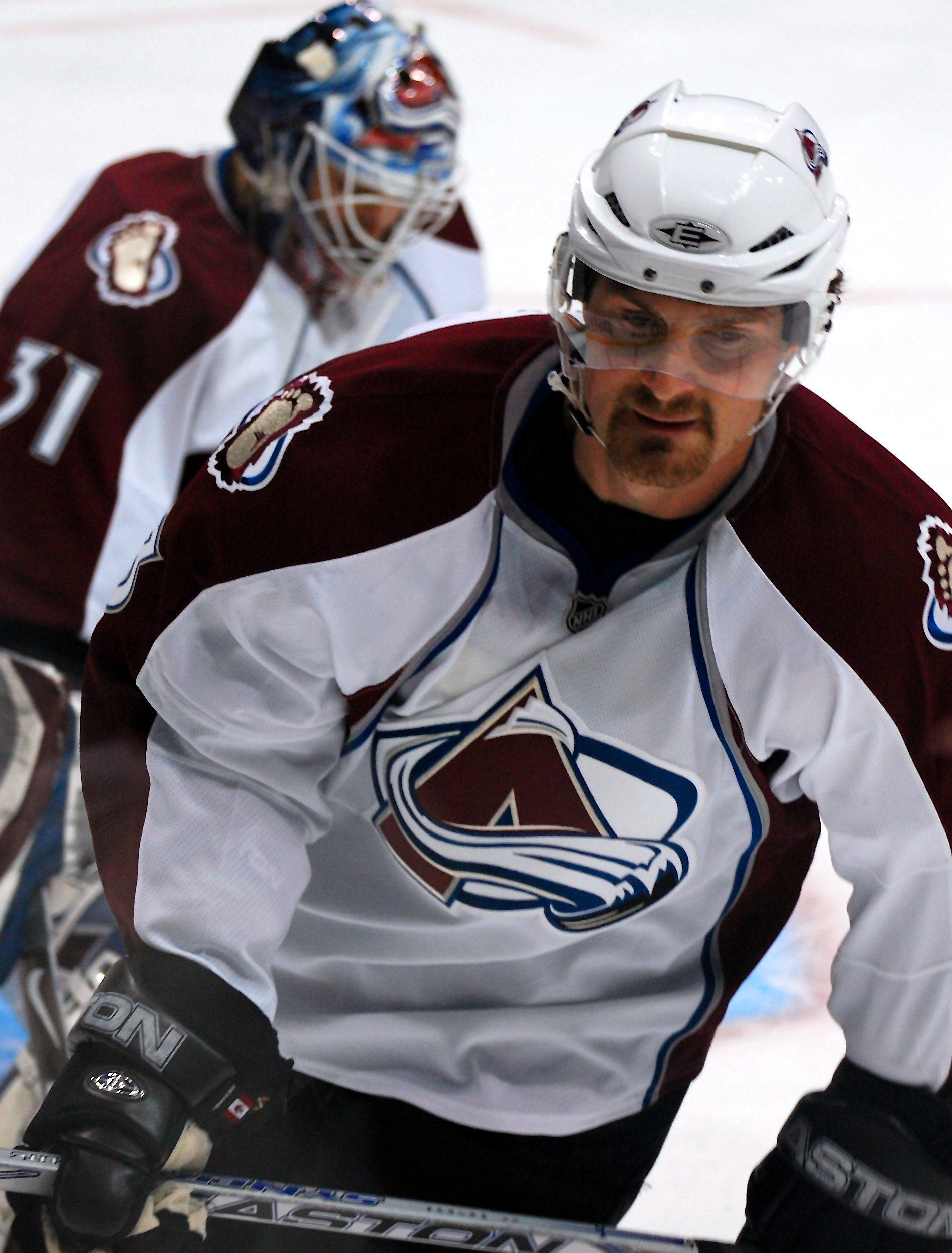
Milan Hejduk, deuxième meilleur pointeur de l'histoire de l'Avalanche.

Le tableau ci-dessous présente les meilleurs pointeurs de l'Avalanche depuis leur arrivée à Denver et les points comptabilisés ne concernent que les points inscrits sous le maillot de l'Avalanche,.
| Rang |                    | Saison régulière | Saison régulière | Saison régulière | Saison régulière | Saison régulière |     | Séries éliminatoires | Séries éliminatoires | Séries éliminatoires | Séries éliminatoires | Séries éliminatoires |
| Rang | Joueur             | PJ               | B                | A                | Pts              | Joueur           | PJ  | B                    | A                    | Pts                  |                      |                      |
| 1    | Joe Sakic          | 870              | 391              | 624              | 1 015            | Joe Sakic        | 160 | 77                   | 100                  | 177                  |                      |                      |
| 2    | Milan Hejduk       | 1020             | 375              | 430              | 805              | Peter Forsberg   | 134 | 56                   | 97                   | 153                  |                      |                      |
| 3    | Peter Forsberg     | 544              | 202              | 503              | 705              | Milan Hejduk     | 112 | 34                   | 42                   | 76                   |                      |                      |
| 4    | Alex Tanguay       | 598              | 167              | 321              | 488              | Sandis Ozoliņš   | 82  | 18                   | 47                   | 65                   |                      |                      |
| 5    | Paul Stastny       | 538              | 160              | 298              | 458              | Valeri Kamenski  | 56  | 24                   | 34                   | 58                   |                      |                      |
| 6    | Matt Duchene       | 572              | 174              | 244              | 418              | Adam Deadmarsh   | 82  | 22                   | 33                   | 55                   |                      |                      |
| 7    | Gabriel Landeskog  | 428              | 118              | 161              | 279              | Claude Lemieux   | 62  | 24                   | 31                   | 55                   |                      |                      |
| 8    | John-Michael Liles | 523              | 68               | 207              | 275              | Chris Drury      | 80  | 26                   | 24                   | 50                   |                      |                      |
| 9    | Adam Deadmarsh     | 405              | 129              | 142              | 271              | Alex Tanguay     | 83  | 18                   | 32                   | 50                   |                      |                      |
| 10   | Valeri Kamenski    | 289              | 106              | 155              | 261              | Rob Blake        | 68  | 16                   | 27                   | 43                   |                      |                      |

### Records en saison régulière
Les records d'équipe sur une saison.
- Nombre de buts : Joe Sakic avec 54 réalisations en 2000-2001.
  - Pour les recrues, Marek Svatoš avec 32 buts en 2005-2006.
- Nombre d'assistances : Peter Forsberg avec 86 réalisations en 1995-1996.
  - Pour les recrues, Paul Stastny avec 50 passes en 2006-2007.
- Nombre de points : Joe Sakic avec 120 points en 1995-1996.
  - Pour les défenseurs, Sandis Ozoliņš détient le record avec 68 points en 1996-1997.
  - Enfin au niveau des recrues, Paul Stastny a totalisé 78 points en 2006-2007.
- Nombre de minutes de pénalités : Jeff Odgers a été en prison 259 minutes en 1998-1999.
- Meilleur différentiel +/- : Milan Hejduk et Peter Forsberg avec chacun +52 en 2002-2003
- Nombre de victoires : Semion Varlamov a joué 41 matchs victorieux en 2013-2014.
- Nombre de blanchissages : Patrick Roy avec neuf jeux blancs en 2001-2002
- Meilleur moyenne de buts alloués par match : Patrick Roy avec une moyenne 1,94 but en 2001-2002.

### Records en séries éliminatoires
Les records en séries éliminatoires sur une saison.
- Nombre de buts : Joe Sakic avec 18 buts en 1996.
- Nombre de passes décisives : Peter Forsberg avec 18 passes en 2001-2002.
- Nombre de point : Joe Sakic avec 34 points. Sandis Ozoliņš en 1996 et Rob Blake en 2001 détiennent tous les deux le record pour un défenseur avec 19 points chacun.
- Nombre de minutes de pénalités : Adam Foote a été puni pendant 62 minutes en 2001.
- Nombre de victoires: Patrick Roy en 1996 en 2001, avec 16

### Records de la LNH
- Paul Stastny réalise 20 matchs de suite avec au moins un point en 2006-2007, un record pour une recrue[66].
- Pour commencer la saison 2010-2011, John-Michael Liles réalise neuf matchs de suite avec au moins une passe décisive, un record pour un défenseur[126].
- Kārlis Skrastiņš débute 495 matchs consécutifs entre 2000 et 2007, soit 270 avec les Predators de Nashville et 225 avec l'Avalanche, un record pour un défenseur. Sa séquence prend fin le 24 février 2007[127].
- Peter Forsberg détient le record de la ligue en séries éliminatoires pour le meilleur différentiel +/- avec +54.

### Records d'équipe
En gras sont les records de la LNH.
- Plus de titres consécutifs de division (1995 à 2003)
- Plus de points en une saison : 118 points (2000-2001)
- Plus de victoires en une saison : 52 victoires (2000-2001 et 2013-2014)
- Plus de buts en une saison : 326 buts (1995-1996)
- Plus de blanchissages en une saison : 11 jeux blancs (2001-2002)
- Plus large victoire : 12 à 2 le 12 décembre 1995 contre les Sharks de San José.
- Plus longue série de victoires : 12 victoires consécutifs (1998-1999) entre le 10 janvier 1998 et le 7 février 1998
- Plus longue série de matchs joués à guichets fermés : 487 salles combles (entre 1995 et 2006)[102].
- Plus de points sans être qualifié aux séries éliminatoires : 95 points (2006-2007)

## Trophées
Cette liste ci-dessous présente les trophées individuels et d'équipes gagnés par l'Avalanche :
- Coupe Stanley
  - 1996 - 2001 - 2022
- Trophée des présidents. Ce trophée récompense la meilleure équipe de la saison. Il s'agit de l'équipe ayant marqué le plus de points en une saison. Ce trophée a été remis depuis la saison 1985-1986.
  - 1997 - 2001 - 2021
- Trophée Clarence-S.-Campbell. Ce trophée est le pendant du trophée précédent mais pour l'association de l'Ouest. Il récompense la meilleure le champion de l'association de l'Ouest. Ce trophée a été remis depuis la saison 1967-1968.
  - 1996 - 2001 - 2022
- Trophée Art-Ross. Ce trophée récompense le talent offensif d'un joueur et est remis au joueur ayant inscrit le plus de points au cours de la saison. Ce trophée a été remis depuis la saison 1947-1948.
  - 2003 - Peter Forsberg
- Trophée Calder. Ce trophée récompense le meilleur joueur dans sa première saison dans la ligue. Pour être éligible, le joueur ne doit pas avoir joué plus de 25 matchs dans la saison régulière précédant celle en cours et pas plus de six matchs durant les deux autres saisons précédentes dans une des ligues professionnelles. Ce trophée a été remis depuis la saison 1932-1933.
  - 1999 - Chris Drury
  - 2012 - Gabriel Landeskog
  - 2014 - Nathan MacKinnon
- Trophée Conn-Smythe. Ce trophée récompense le joueur le plus utile des séries éliminatoires. Ce trophée a été remis depuis la saison 1964-1965.
  - 1996 - Joe Sakic
  - 2001 - Patrick Roy
  - 2022 - Cale Makar
- Trophée Hart. Ce trophée récompense le meilleur joueur, élu par l'Association professionnelle de la presse écrite. Ce trophée a été remis depuis la saison 1923-1924.
  - 2001 - Joe Sakic
  - 2003 - Peter Forsberg
- Trophée Jack-Adams. Ce trophée récompense l'entraîneur qui a le plus contribué aux succès de son équipe, selon un vote de l'association des diffuseurs de la LNH.
  - 2014 - Patrick Roy
- Trophée James-Norris. Ce trophée récompense le meilleur défenseur de la ligue durant la saison régulière. Ce trophée a été remis depuis la saison 1953-1954.
  - 2022 - Cale Makar
- Trophée King-Clancy. Ce trophée récompense le joueur ayant démontré le meilleur exemple de leadership et ayant le plus contribué à la société. Ce trophée a été remis depuis la saison 1987-1988.
  - 2001 - Shjon Podein
- Trophée Lady Byng. Ce trophée récompense le joueur avec le meilleur état d’esprit de la ligue. Ce trophée a été remis depuis la saison 1924-1925.
  - 2001 - Joe Sakic
  - 2014 - Ryan O'Reilly
- Trophée Lester-Patrick. Ce trophée est remis à un individu ou à un groupe d’individus pour services rendus au hockey aux États-Unis. Ce trophée a été remis depuis la saison 1965-1966.
  - 2003 - Ray Bourque
- Trophée Lester-B.-Pearson. Ce trophée récompense le meilleur joueur selon les autres joueurs (vote effectué au sein de l'Association des joueurs de la LNH). En 2010, il est renommé pour s'appeler le trophée Ted-Lindsay. Ce trophée a été remis depuis la saison 1970-1971.
  - 2001 - Joe Sakic
- Trophée plus-moins de la LNH. Ce trophée récompense le joueur le plus utile de l’équipe (et donc de la ligue). Le ratio +/- d’un joueur est calculé en comptant +1 si le joueur est sur la glace au moment où son équipe marque un but sans être en supériorité numérique, et -1 s’il est sur la glace au moment où son équipe encaisse un but sans être en infériorité numérique. Ce trophée a été remis depuis la saison 1982-1983.
  - 2001 - Joe Sakic[Note 12]
  - 2003 - Peter Forsberg et Milan Hejduk
- Trophée Maurice-Richard. Ce trophée récompense le joueur ayant marqué le plus de buts en saison régulière. Ce trophée a été remis depuis la saison 1998-1999.
  - 2003 - Milan Hejduk
- trophée William-M.-Jennings. Ce trophée récompense le gardien de but de l'équipe ayant concédé le moins de buts durant la saison régulière. Ce trophée a été remis depuis la saison 1981-1982.
  - 2002 - Patrick Roy
- Première équipe d'étoiles
  - 1997 - Sandis Ozoliņš
  - 1998 - Peter Forsberg
  - 1999 - Peter Forsberg
  - 2001 - Ray Bourque
  - 2002 - Patrick Roy et Joe Sakic
  - 2003 - Peter Forsberg
  - 2004 - Joe Sakic
  - 2021 - Cale Makar
  - 2022 - Cale Makar
- Deuxième équipe d'étoiles
  - 2001 - Rob Blake
  - 2002 - Rob Blake
  - 2003 - Milan Hejduk
  - 2014 - Semion Varlamov
- Équipe des recrues de la LNH
  - 1999 - Chris Drury et Milan Hejduk
  - 2004 - John-Michael Liles
  - 2007 - Paul Stastny
  - 2010 - Matt Duchene
  - 2012 - Gabriel Landeskog
  - 2014 - Nathan MacKinnon